# Lista do Patrimônio Mundial por ano de inscrição
Esta é uma lista dos Sítios do Patrimônio Mundial da UNESCO de acordo com o ano de inscrição. Os sítios do Patrimônio Mundial são selecionados durante a Sessão do Comité do Património Mundial daquele respectivo ano após a validação de sua candidatura pelo Estado-parte seguindo os critérios de seleção da organização.
A UNESCO passou a designar sítios como Patrimônio Mundial após a 2ª sessão do Comité do Património Mundial, realizada em 1978 em Washington, D.C. (Estados Unidos). Na ocasião, 12 sítios foram reconhecidos pela organização, sendo 8 deles de interesse cultural e 4 de interesse natural. O sítio Ilhas Galápagos (localizado no Equador) é considerado o primeiro sítio reconhecido pelo Patrimônio Mundial da UNESCO enquanto o sítio Lago Onega (localizado na Rússia) foi a mais recente inscrição na lista do Patrimônio Mundial, por ocasião da 44ª Sessão do Comité do Património Mundial. 

## 1978 (2ª Sessão)
12 sítios (8 culturais, 4 naturais)
Sede: Washington, D.C.,  Estados Unidos
| País           | Sítio                                  | Categoria | Dados UNESCO |
| -------------- | -------------------------------------- | --------- | ------------ |
| Canadá         | L'Anse aux Meadows                     | Cultural  | 4            |
| Canadá         | Parque Nacional Nahanni                | Natural   | 24           |
| Equador        | Quito                                  | Cultural  | 2            |
| Equador        | Ilhas Galápagos (F)                    | Natural   | 1            |
| Etiópia        | Parque Nacional do Simien              | Natural   | 9            |
| Etiópia        | Igrejas Escavadas na Rocha de Lalibela | Cultural  | 18           |
| Alemanha       | Catedral de Aachen                     | Cultural  | 3            |
| Polónia        | Centro Histórico de Cracóvia           | Cultural  | 29           |
| Polónia        | Minas de Sal de Wieliczka              | Cultural  | 32           |
| Senegal        | Ilha de Gorée                          | Cultural  | 26           |
| Estados Unidos | Parque Nacional de Mesa Verde          | Cultural  | 27           |
| Estados Unidos | Parque Nacional de Yellowstone         | Natural   | 28           |

## 1979 (3ª Sessão)
45 sítios (34 Culturais, 8 naturais, 3 mistos)
Sede:  Egito
| País                             | Sítio                                                                      | Categoria | Dados UNESCO |
| -------------------------------- | -------------------------------------------------------------------------- | --------- | ------------ |
| Bulgária                         | Igreja de Boyana                                                           | Cultural  | 42           |
| Bulgária                         | Cavaleiro de Madara                                                        | Cultural  | 43           |
| Bulgária                         | Igrejas Rupestres de Ivanovo                                               | Cultural  | 45           |
| Bulgária                         | Túmulo Trácio de Kazanlak                                                  | Cultural  | 44           |
| Canadá                           | Parque Provincial dos Dinossauros                                          | Natural   | 71           |
| Canadá · Estados Unidos          | Kluane/Wrangell-St Elias/Baía Glacier/Tatshenshini-Alsek                   | Natural   | 72           |
| ( Iugoslávia) · Croácia          | Complexo Histórico de Split com o Palácio de Diocleciano                   | Cultural  | 97           |
| ( Iugoslávia) · Croácia          | Cidade Antiga de Dubrovnik                                                 | Cultural  | 95           |
| ( Iugoslávia) · Croácia          | Parque Nacional dos Lagos de Plitvice                                      | Natural   | 98           |
| ( Zaire)                         | Parque nacional de Virunga†                                                | Natural   | 63           |
| Egito                            | Abu Mena†                                                                  | Cultural  | 90           |
| Egito                            | Tebas Antiga com sua necrópole                                             | Cultural  | 87           |
| Egito                            | Cairo histórico                                                            | Cultural  | 89           |
| Egito                            | Mênfis e a sua necrópole - Complexos de Pirâmides de Gizé a Dachur         | Cultural  | 86           |
| Egito                            | Monumentos Núbios de Abul-Simbel a Filas                                   | Cultural  | 88           |
| Etiópia                          | Fasil Ghebbi, Gondar                                                       | Cultural  | 19           |
| França                           | Catedral de Chartres                                                       | Cultural  | 81           |
| França                           | Monte Saint-Michel e sua baía                                              | Cultural  | 80           |
| França                           | Palácio e parque de Versalhes                                              | Cultural  | 83           |
| França                           | Grutas decoradas do vale do Vézère                                         | Cultural  | 85           |
| França                           | Vézelay, Igreja e colina                                                   | Cultural  | 84           |
| Gana                             | Fortalezas e castelos das regiões Volta, Grande Acra, Central e Ocidental  | Cultural  | 34           |
| Guatemala                        | Tikal (F)                                                                  | Mixed     | 64           |
| Guatemala                        | Antigua Guatemala                                                          | Cultural  | 65           |
| Irão                             | Meidan Eimam                                                               | Cultural  | 115          |
| Irão                             | Persépolis                                                                 | Cultural  | 114          |
| Irão                             | Tchogha Zanbil                                                             | Cultural  | 113          |
| Itália                           | Arte Rupestre do Vale Camonica                                             | Cultural  | 94           |
| ( Iugoslávia) · Mónaco           | Kotor                                                                      | Cultural  | 125          |
| Nepal                            | Vale de Catmandu                                                           | Cultural  | 121          |
| Nepal                            | Parque Nacional de Sagarmatha                                              | Natural   | 120          |
| ( Iugoslávia) · Predefinição:MCD | Patrimônio Cultural e Natural da Região da Ocrida                          | Misto     | 99           |
| NOR                              | Bryggen                                                                    | Cultural  | 59           |
| NOR                              | Igreja de madeira de Urnes                                                 | Cultural  | 58           |
| Polónia                          | Auschwitz-Birkenau: Campo de concentração e extermínio da Alemanha Nazista | Cultural  | 31           |
| Polónia                          | Floresta de Białowieża                                                     | Natural   | 33           |
| ( Iugoslávia) · Sérvia           | Antiga Ras e Sopoćani                                                      | Cultural  | 96           |
| Síria                            | Cidade Antiga de Damasco†                                                  | Cultural  | 20           |
| Tanzânia                         | Ngorongoro                                                                 | Misto     | 39           |
| Tunísia                          | Anfiteatro de El Jem                                                       | Cultural  | 38           |
| Tunísia                          | Sítio Arqueológico de Cartago                                              | Cultural  | 37           |
| Tunísia                          | Almedina de Tunes                                                          | Cultural  | 36           |
| Estados Unidos                   | Parque Nacional Everglades†                                                | Natural   | 76           |
| Estados Unidos                   | Parque Nacional Grand Canyon                                               | Natural   | 75           |
| Estados Unidos                   | Independence Hall                                                          | Cultural  | 78           |

## 1980 (4ª Sessão)
27 sítios (22 Culturais, 5 naturais)
Sede:  França
| País                                          | Sítio                                                                                 | Categoria | Dados UNESCO |
| --------------------------------------------- | ------------------------------------------------------------------------------------- | --------- | ------------ |
| Argélia                                       | Al Qal'a dos Beni Hammad                                                              | Cultural  | 102          |
| Brasil                                        | Cidade Histórica de Ouro Preto                                                        | Cultural  | 124          |
| Chipre                                        | Pafos                                                                                 | Cultural  | 79           |
| ( Zaire) · Predefinição:Country data DR Congo | Parque nacional de Garamba                                                            | Natural   | 136          |
| ( Zaire) · Predefinição:Country data DR Congo | Parque nacional de Kahuzi-Biega                                                       | Natural   | 137          |
| Etiópia                                       | Axum                                                                                  | Cultural  | 15           |
| Etiópia                                       | Baixo Vale do Awash                                                                   | Cultural  | 10           |
| Etiópia                                       | Baixo Vale do Rio Omo                                                                 | Cultural  | 17           |
| Etiópia                                       | Tiya                                                                                  | Cultural  | 12           |
| Gana                                          | Edifícios tradicionais Axante                                                         | Cultural  | 35           |
| Vaticano · Itália                             | Centro Histórico de Roma, Propriedades da Santa Sé e Basílica de São Paulo Extramuros | Cultural  | 91           |
| Honduras                                      | Sítio Maia de Copán                                                                   | Cultural  | 129          |
| Itália                                        | Igreja e Convento de Santa Maria delle Grazie com 'A Última Ceia'                     | Cultural  | 93           |
| Malta                                         | Cidade de Valletta                                                                    | Cultural  | 131          |
| Malta                                         | Hipogeu de Hal Saflieni                                                               | Cultural  | 130          |
| Malta                                         | Templos megalíticos de Malta                                                          | Cultural  | 132          |
| ( Iugoslávia) · Mónaco                        | Parque nacional de Durmitor                                                           | Natural   | 100          |
| Noruega                                       | Cidade Mineira de Røros e Circunferência                                              | Cultural  | 55           |
| Paquistão                                     | Moenjodaro                                                                            | Cultural  | 138          |
| Paquistão                                     | Ruínas Budistas de Takht-i-Bahi                                                       | Cultural  | 140          |
| Paquistão                                     | Taxila                                                                                | Cultural  | 139          |
| Panamá                                        | Fortificações do lado caribenho do Panamá: Portobelo-San Lorenzo                      | Cultural  | 135          |
| Polónia                                       | Centro Histórico de Varsóvia                                                          | Cultural  | 30           |
| Síria                                         | Bosra                                                                                 | Cultural  | 22           |
| Síria                                         | Palmira                                                                               | Cultural  | 23           |
| Tunísia                                       | Parque Nacional de Ichkeul                                                            | Natural   | 8            |
| Estados Unidos                                | Parque Nacional de Redwood                                                            | Natural   | 134          |

## 1981 (5ª Sessão)
26 sítios (15 culturais, 9 naturais, 2 mistos)
Sede: Sydney,  Austrália
| País                    | Sítio                                                       | Categoria | Dados UNESCO |
| ----------------------- | ----------------------------------------------------------- | --------- | ------------ |
| Alemanha                | Catedral de Espira                                          | Cultural  | 168          |
| Alemanha                | Residência de Wurtzburgo com os Jardins e a a Praça         | Cultural  | 169          |
| Argentina               | Parque Nacional Los Glaciares                               | Natural   | 145          |
| Austrália               | Grande Barreira de Corais                                   | Natural   | 154          |
| Austrália               | Parque Nacional Kakadu                                      | Misto     | 147          |
| Austrália               | Região dos Lagos Willandra                                  | Misto     | 167          |
| Canadá                  | Precipício de Bisontes de Head-Smashed-In                   | Cultural  | 158          |
| Canadá                  | SGaang Gwaii                                                | Cultural  | 157          |
| Costa do Marfim · Guiné | Reserva Natural do Monte Nimba                              | Natural   | 155          |
| França                  | Catedral de Amiens                                          | Cultural  | 162          |
| França                  | Monumentos romanos e românicos de Arles                     | Cultural  | 164          |
| França                  | Abadia Cistercense de Fontenay                              | Cultural  | 165          |
| França                  | Palácio e Parque de Fontainebleau                           | Cultural  | 160          |
| França                  | Teatro Romano e seus entornos e o Arco do triunfo de Orange | Cultural  | 163          |
| Guatemala               | Parque e Ruínas Arqueológicas de Quiriguá                   | Cultural  | 149          |
| *                       | Cidade Antiga de Jerusalém e seus Muros                     | Cultural  | 148          |
| Marrocos                | Medina de Fez                                               | Cultural  | 170          |
| Paquistão               | Forte e Jardins de Shalimar em Lahore                       | Cultural  | 171          |
| Paquistão               | Monumentos Históricos de Makli, Thatta                      | Cultural  | 143          |
| Panamá                  | Parque Nacional de Darién                                   | Natural   | 159          |
| Senegal                 | Santuário Nacional de Aves de Djoudj                        | Natural   | 25           |
| Senegal                 | Parque Nacional de Niokolo-Koba                             | Natural   | 153          |
| Tanzânia                | Ruínas de Quilua Quisiuani e de Songo Mnara                 | Cultural  | 144          |
| Tanzânia                | Parque Nacional de Serengeti                                | Natural   | 156          |
| Estados Unidos          | Parque Nacional de Mammoth Cave                             | Natural   | 150          |
| Estados Unidos          | Parque Nacional Olympic                                     | Natural   | 151          |

## 1982 (6ª Sessão)
24 sítios (17 culturais, 5 naturais, 2 mistos)
Sede: Paris,  França
| País            | Sítio                                                                            | Categoria | Dados UNESCO |
| --------------- | -------------------------------------------------------------------------------- | --------- | ------------ |
| Argélia         | Djémila                                                                          | Cultural  | 191          |
| Argélia         | Vale de M'Zab                                                                    | Cultural  | 188          |
| Argélia         | Tassili n'Ajjer                                                                  | Misto     | 179          |
| Argélia         | Timgad                                                                           | Cultural  | 194          |
| Argélia         | Tipasa                                                                           | Cultural  | 193          |
| Austrália       | Ilha de Lord Howe                                                                | Natural   | 186          |
| Austrália       | Área de Natureza Selvagem da Tasmânia                                            | Misto     | 181          |
| Brasil          | Centro Histórico de Olinda                                                       | Cultural  | 189          |
| Costa do Marfim | Parque nacional de Taï                                                           | Natural   | 195          |
| Cuba            | Cidade antiga de Havana e suas fortificações                                     | Cultural  | 204          |
| Estados Unidos  | Sítio Histórico Estadual dos Cahokia Mounds                                      | Cultural  | 198          |
| França          | Salina Real de Arc-et-Senans com extensão às Grandes Salinas de Salins-les-Bains | Cultural  | 203          |
| Haiti           | Parque Nacional Histórico: Citadelle Laferrière, Sans-Souci, Ramiers             | Cultural  | 180          |
| Honduras        | Reserva da Biosfera de Río Plátano                                               | Natural   | 196          |
| Iêmen           | Antiga Cidade Murada de Xibã                                                     | Cultural  | 192          |
| Itália          | Centro Histórico de Florença                                                     | Cultural  | 174          |
| Líbia           | Sítio Arqueológico de Cirene                                                     | Cultural  | 190          |
| Líbia           | Sítio Arqueológico de Leptis Magna                                               | Cultural  | 183          |
| Líbia           | Sítio Arqueológico de Sábrata                                                    | Cultural  | 184          |
| Seicheles       | Atol de Aldabra                                                                  | Natural   | 185          |
| Sri Lanka       | Cidade Antiga de Polonnaruva                                                     | Cultural  | 201          |
| Sri Lanka       | Cidade Antiga de Sigiriya                                                        | Cultural  | 202          |
| Sri Lanka       | Cidade Santa de Anuradapura                                                      | Cultural  | 200          |
| Tanzânia        | Reserva de Caça de Selous                                                        | Natural   | 199          |

## 1983 (7ª Sessão)
29 sítios (19 culturais, 9 naturais, 1 misto)
Sede: Florença,  Itália
| País            | Sítio                                                                                       | Categoria | Dados UNESCO |
| --------------- | ------------------------------------------------------------------------------------------- | --------- | ------------ |
| Alemanha        | Igreja de Peregrinação de Wies                                                              | Cultural  | 271          |
| Brasil          | Ruínas de São Miguel das Missões                                                            | Cultural  | 275          |
| Bulgária        | Cidade Antiga de Nessebar                                                                   | Cultural  | 217          |
| Bulgária        | Mosteiro de Rila                                                                            | Cultural  | 216          |
| Bulgária        | Reserva Natural de Srebarna                                                                 | Natural   | 219          |
| Bulgária        | Parque Nacional Pirin                                                                       | Natural   | 225          |
| Costa Rica      | Reservas da Cordilheira de Talamanca-La Amistad/Parque Nacional La Amistad                  | Natural   | 205          |
| Costa do Marfim | Parque nacional de Comoé                                                                    | Natural   | 227          |
| Equador         | Parque Nacional Sangay                                                                      | Natural   | 260          |
| Estados Unidos  | Parque Nacional das Grandes Montanhas Fumegantes                                            | Natural   | 259          |
| Estados Unidos  | Fortaleza e Sítio Histórico de San Juan em Porto Rico                                       | Cultural  | 266          |
| França          | Place Stanislas, Place de la Carrière e Place d'Alliance em Nancy                           | Cultural  | 229          |
| França          | Abadia de Saint-Savin-sur-Gartempe                                                          | Cultural  | 230          |
| França          | Golfo de Porto: Golfo Girolata, Reserva Natural de Scandola e Calanches de Piana na Córsega | Natural   | 258          |
| Índia           | Grutas de Ajanta                                                                            | Cultural  | 242          |
| Índia           | Grutas de Ellora                                                                            | Cultural  | 243          |
| Índia           | Forte de Agra                                                                               | Cultural  | 251          |
| Índia           | Taj Mahal                                                                                   | Cultural  | 252          |
| Peru            | Cidade de Cusco                                                                             | Cultural  | 273          |
| Peru            | Santuário Histórico de Machu Picchu                                                         | Misto     | 274          |
| Seicheles       | Reserva da Natureza do Vallée de Mai                                                        | Natural   | 261          |

## 1984 (8ª Sessão)
22 sítios (15 culturais, 7 naturais)
Sede: Buenos Aires,  Argentina
| País             | Sítio                                                             | Categoria | Dados UNESCO |
| ---------------- | ----------------------------------------------------------------- | --------- | ------------ |
| Alemanha         | Castelos de Augustusburg e de Falkenlust em Brühl                 | Cultural  | 288          |
| Argentina        | Parque Nacional Iguazú                                            | Natural   | 303          |
| Canadá           | Parques Canadianos das Montanhas Rochosas                         | Natural   | 304          |
| Colômbia         | Porto, Fortalezas e Conjunto Monumental de Cartagena              | Cultural  | 285          |
| Predefinição:DRC | Parque Nacional de Salonga                                        | Natural   | 280          |
| Espanha          | Alhambra, Generalife e Albaicín em Granada                        | Cultural  | 314          |
| Espanha          | Catedral de Burgos                                                | Cultural  | 316          |
| Espanha          | Centro Histórico de Córdova                                       | Cultural  | 313          |
| Espanha          | Mosteiro e Sítio do Escorial, Madrid                              | Cultural  | 318          |
| Espanha          | Obras de Antoni Gaudí                                             | Cultural  | 320          |
| Estados Unidos   | Estátua da Liberdade                                              | Cultural  | 307          |
| Estados Unidos   | Parque Nacional de Yosemite                                       | Natural   | 308          |
| Índia            | Conjunto Monumental de Mahabalipuram                              | Cultural  | 249          |
| Índia            | Templo do Sol em Konarak                                          | Cultural  | 246          |
| Líbano           | Anjar                                                             | Cultural  | 293          |
| Líbano           | Balbeque                                                          | Cultural  | 294          |
| Líbano           | Biblos                                                            | Cultural  | 295          |
| Líbano           | Tiro                                                              | Cultural  | 299          |
| Mali             | Parque Nacional do Lago Malawi                                    | Natural   | 289          |
| Nepal            | Parque Nacional de Chitwan                                        | Natural   | 284          |
| Vaticano         | Cidade do Vaticano                                                | Cultural  | 286          |
| Zimbabwe         | Parque Nacional de Mana Pools e Áreas de Safari de Sapi e Chewore | Natural   | 302          |

## 1985 (9ª Sessão)
30 sítios (25 culturais, 4 naturais, 1 misto)
Sede: Paris,  França
| País       | Sítio                                                        | Categoria | Dados UNESCO |
| ---------- | ------------------------------------------------------------ | --------- | ------------ |
| Bangladesh | Centro Histórico de Bagerhat                                 | Cultural  | 321          |
| Bangladesh | Ruínas do Vihara Budista em Paharpur                         | Cultural  | 322          |
| Benim      | Palácios Reais de Abomei                                     | Cultural  | 323          |
| Brasil     | Centro Histórico de Salvador                                 | Cultural  | 309          |
| Brasil     | Santuário do Bom Jesus de Matosinhos                         | Cultural  | 334          |
| Bulgária   | Túmulo trácio de Svechtari                                   | Cultural  | 359          |
| Canadá     | Distrito Histórico de Québec                                 | Cultural  | 300          |
| Chipre     | Igrejas Pintadas na Região de Troodos                        | Cultural  | 351          |
| França     | Pont du Gard                                                 | Cultural  | 344          |
| Alemanha   | Catedral de Santa Maria e Igreja de São Miguel em Hildesheim | Cultural  | 187          |
| Índia      | Parque nacional de Kaziranga                                 | Natural   | 337          |
| Índia      | Parque nacional de Keoladeo                                  | Natural   | 340          |
| Índia      | Santuário Natural de Manas                                   | Natural   | 338          |
| Iraque     | Hatra                                                        | Cultural  | 277          |
| Jordânia   | Petra                                                        | Cultural  | 326          |
| Jordânia   | Alcácer de Amira                                             | Cultural  | 327          |
| Líbia      | Sítios de Arte Rupestre de Tadrart Acacus                    | Cultural  | 287          |
| Marrocos   | Almedina de Marraquexe                                       | Cultural  | 331          |
| Noruega    | Sítios de Arte Rupestre de Alta                              | Cultural  | 352          |
| Peru       | Chavín de Huantar                                            | Cultural  | 330          |
| Peru       | Parque Nacional de Huascarán                                 | Natural   | 333          |
| Espanha    | Caverna de Altamira                                          | Cultural  | 310          |
| Espanha    | Monumentos de Oviedo e o Reino das Astúrias                  | Cultural  | 312          |
| Espanha    | Cidade Velha de Ávila                                        | Cultural  | 348          |
| Espanha    | Cidade Histórica de Segóvia e seu Aqueduto                   | Cultural  | 311          |
| Espanha    | Santiago de Compostela                                       | Cultural  | 347          |
| Tunísia    | Cidade Púnica de Kerkuane e sua Necrópole                    | Cultural  | 332          |
| Turquia    | Parque nacional de Göreme                                    | Misto     | 357          |
| Turquia    | Grande Mesquita e Hospital de Divrigi                        | Cultural  | 358          |
| Turquia    | Istambul                                                     | Cultural  | 356          |

## 1986 (10ª Sessão)
29 sítios (23 culturais, 5 naturais, 1 misto)
Sede: Paris,  França
| País        | Sítio                                                                           | Categoria | Dados UNESCO |
| ----------- | ------------------------------------------------------------------------------- | --------- | ------------ |
| Alemanha    | Monumentos Romanos, Catedral de São Pedro e Igreja de Nossa Senhora em Tréveris | Cultural  | 367          |
| Austrália   | Florestas tropicais de Gondwana                                                 | Natural   | 368          |
| Brasil      | Parque Nacional do Iguaçu                                                       | Natural   | 355          |
| Eslovênia   | Cavernas Škocjan                                                                | Natural   | 390          |
| Espanha     | Parque Nacional Garajonay                                                       | Natural   | 380          |
| Espanha     | Cidade Histórica de Toledo                                                      | Cultural  | 379          |
| Espanha     | Arquitetura Mudejar de Aragão                                                   | Cultural  | 378          |
| Espanha     | Cidade Velha de Cáceres                                                         | Cultural  | 384          |
| Grécia      | Templo de Apolo Epicuro em Bassas                                               | Cultural  | 392          |
| Iêmen       | Cidade Velha de Saná                                                            | Cultural  | 385          |
| Índia       | Igrejas e Conventos de Goa                                                      | Cultural  | 234          |
| Índia       | Fatehpur Sikri                                                                  | Cultural  | 255          |
| Índia       | Grupo de Monumentos em Hampi                                                    | Cultural  | 241          |
| Índia       | Grupo de Monumentos de Khajuraho                                                | Cultural  | 240          |
| Líbia       | Cidade Velha de Gadamés                                                         | Cultural  | 362          |
| Peru        | Zona Arqueológica chan chan                                                     | Cultural  | 366          |
| Portugal    | Centro Histórico de Évora                                                       | Cultural  | 361          |
| Reino Unido | Castelos e Muros da Cidade do Rei Eduardo em Gwynedd                            | Cultural  | 374          |
| Reino Unido | Castelo e Catedral de Durham                                                    | Cultural  | 370          |
| Reino Unido | Calçada dos Gigantes                                                            | Natural   | 369          |
| Reino Unido | Desfiladeiro de Ironbridge                                                      | Cultural  | 371          |
| Reino Unido | St. Kilda                                                                       | Misto     | 387          |
| Reino Unido | Stonehenge, Avebury e Locais Associados                                         | Cultural  | 373          |
| Reino Unido | Parque Real Studley incluindo as Ruínas da Abadia das Fontes                    | Cultural  | 372          |
| Sérvia      | Mosteiro de Studenica                                                           | Cultural  | 389          |
| Síria       | Cidade Antiga de Alepo                                                          | Cultural  | 21           |
| Turquia     | Hatusa: a Capital hitita                                                        | Cultural  | 377          |
| Zimbabwe    | Monumento Nacional do Grande Zimbábue                                           | Cultural  | 364          |
| Zimbabwe    | Monumento Nacional de Ruínas Khami                                              | Cultural  | 365          |

## 1987 (11ª Sessão)
41 sítios (32 culturais, 7 naturais, 2 mistos)
Sede: Paris,  França
| País | Sítio | Categoria | Dados UNESCO |
| ---- | ----- | --------- | ------------ |

## 1988 (12ª Sessão)
27 sítios (19 culturais, 5 naturais, 3 mistos)
Sede: Brasília,  Brasil
| País                      | Sítio                                                                       | Categoria | Dados UNESCO |
| ------------------------- | --------------------------------------------------------------------------- | --------- | ------------ |
| Austrália                 | Trópicos húmidos de Queensland                                              | Natural   | 486          |
| Cuba                      | Trinidad e Vale de los Ingenios                                             | Cultural  | 460          |
| Espanha                   | Cidade Antiga de Salamanca                                                  | Cultural  | 381          |
| França                    | Estrasburgo, Grande Île e Neustadt                                          | Cultural  | 495          |
| Grécia                    | Cidade Medieval de Rodes                                                    | Cultural  | 493          |
| Grécia                    | Meteora                                                                     | Misto     | 455          |
| Grécia                    | Monte Atos                                                                  | Misto     | 454          |
| Grécia                    | Monumentos Paleocristãos e Bizantinos de Tessalónica                        | Cultural  | 456          |
| Grécia                    | Sítio Arqueológico de Epidauro                                              | Cultural  | 491          |
| Índia                     | Parque Nacional de Nanda Devi e do Vale das Flores                          | Natural   | 335          |
| Mali                      | Cidades Antigas de Djenné                                                   | Cultural  | 116          |
| Mali                      | Timbuctu                                                                    | Cultural  | 119          |
| México                    | Cidade Histórica de Guanajuato e Minas Adjacentes                           | Cultural  | 482          |
| México                    | Cidade pré-hispânica de Chichén Itzá                                        | Cultural  | 483          |
| Omã                       | Sítos arqueológicos de Bat, Al-Khutm e Al-Ayn                               | Cultural  | 434          |
| Peru                      | Centro Histórico de Lima                                                    | Cultural  | 500          |
| Reino Unido               | Catedral de Cantuária, Abadia de Santo Agostinho e a Igreja de São Martinho | Cultural  | 456          |
| Reino Unido               | Torre de Londres                                                            | Cultural  | 488          |
| Reino Unido               | Ilha Henderson                                                              | Natural   | 487          |
| República Centro-Africana | Parque Nacional de Manovo-Gounda St. Floris                                 | Natural   | 475          |
| Sri Lanka                 | Cidade Antiga de Galle e suas fortificações                                 | Cultural  | 451          |
| Sri Lanka                 | Cidade Sagrada de Cândia                                                    | Cultural  | 450          |
| Sri Lanka                 | Reserva Florestal Sinharaja                                                 | Natural   | 405          |
| Tunísia                   | Cairuão                                                                     | Cultural  | 499          |
| Tunísia                   | Almedina de Sousse                                                          | Cultural  | 498          |
| Turquia                   | Hierápolis-Pamukkale                                                        | Misto     | 485          |
| Turquia                   | Xanthos-Letoon                                                              | Cultural  | 484          |

## 1989 (13ª Sessão)
7 sítios (4 culturais, 2 naturais, 1 misto)
Sede: Paris,  França
| País              | Sítio                                    | Categoria | Dados UNESCO |
| ----------------- | ---------------------------------------- | --------- | ------------ |
| Grécia            | Sítio Arqueológico de Mistras            | Cultural  | 511          |
| Grécia            | Sítio Arqueológico de Olímpia            | Cultural  | 517          |
| Índia             | Monumentos Budistas de Sanchi            | Cultural  | 524          |
| Mali              | Falésias de Bandiagara, Terra dos Dogons | Misto     | 516          |
| Mauritânia        | Parque Nacional do Banco de Arguim       | Natural   | 506          |
| Portugal          | Mosteiro de Alcobaça                     | Cultural  | 505          |
| Zâmbia · Zimbabwe | Mosi-oa-Tunya/Cataratas de Vitória       | Natural   | 509          |

## 1990 (14ª Sessão)
16 sítios (11 culturais, 2 naturais, 3 mistos)
Sede: Banff,  Canadá
| País                 | Sítio | Categoria | Dados UNESCO |
| -------------------- | --- | --------- | ------------ |
| Alemanha             | Palácios e parques de Potsdam e Berlim                                                                      | Cultural  | 532          |
| Bolívia              | Missões Jesuíticas de Chiquitos                                                                             | Cultural  | 529          |
| China                | Monte Huangshan                                                                                             | Misto     | 547          |
| Grécia               | Delos | Cultural  | 530          |
| Grécia               | Mosteiros de Dafne, São Lucas e Mosteiro Novo de Quios                                                      | Cultural  | 537          |
| Itália               | Centro Histórico de San Gimignano                                                                           | Cultural  | 550          |
| Madagáscar           | Reserva Natural Integral do Tsingy de Bemaraha                                                              | Natural   | 494          |
| Nova Zelândia        | Te Wahipounamu - Sudoeste da Nova Zelândia                                                                  | Natural   | 551          |
| Nova Zelândia        | Parque Nacional de Tongariro                                                                                | Misto     | 421          |
| Peru                 | Parque Nacional do Rio Abiseo                                                                               | Misto     | 428          |
| República Dominicana | Cidade Colonial de Santo Domingo                                                                            | Cultural  | 526          |
| Rússia               | Centro histórico de São Petersburgo e conjuntos monumentais relacionados                                    | Cultural  | 540          |
| Rússia               | Kizhi Pogost                                                                                                | Cultural  | 544          |
| Rússia               | Kremlin de Moscovo e Praça Vermelha                                                                         | Cultural  | 545          |
| Ucrânia              | Quieve:Catedral de Santa Sofia de Quieve, Conjunto de Edificações Monásticas e Monastério de Kiev-Petchersk | Cultural  | 527          |
| Uzbequistão          | Itchan Kala                                                                                                 | Cultural  | 543          |

## 1991 (15ª Sessão)
22 sítios (16 culturais, 6 naturais)
Sede: Túnis,  Tunísia
| País       | Sítio                                                                | Categoria | Dados UNESCO |
| ---------- | -------------------------------------------------------------------- | --------- | ------------ |
| Alemanha   | Abadia e Altenmünster de Lorsch                                      | Cultural  | 515          |
| Austrália  | Baía Shark, Austrália Ocidental                                      | Natural   | 578          |
| Bolívia    | Sucre                                                                | Cultural  | 566          |
| Brasil     | Parque Nacional Serra da Capivara                                    | Cultural  | 606          |
| Espanha    | Mosteiro de Poblet                                                   | Cultural  | 518          |
| Finlândia  | Fortaleza de Suomenlinna                                             | Cultural  | 583          |
| Finlândia  | Rauma Antiga                                                         | Cultural  | 582          |
| França     | Catedral de Notre-Dame, Abadia de Saint-Remi e Palácio de Tau, Reims | Cultural  | 601          |
| França     | Paris, margens do Sena                                               | Cultural  | 600          |
| Indonésia  | Conjunto de Borobudur                                                | Cultural  | 592          |
| Indonésia  | Parque Nacional de Komodo                                            | Natural   | 609          |
| Indonésia  | Prambanan                                                            | Cultural  | 642          |
| Indonésia  | Parque Nacional de Ujung Kulon                                       | Natural   | 608          |
| México     | Centro Histórico de Morelia                                          | Cultural  | 585          |
| Moçambique | Ilha de Moçambique                                                   | Cultural  | 599          |
| Níger      | Reservas Naturais de Aïr e Ténéré                                    | Natural   | 573          |
| Roménia    | Delta do Danúbio                                                     | Natural   | 588          |
| Sri Lanka  | Templo Dourado de Dambulla                                           | Cultural  | 561          |
| Suécia     | Palácio de Drottningholm                                             | Cultural  | 559          |
| Tailândia  | Cidade Histórica de Ayutthaya                                        | Cultural  | 576          |
| Tailândia  | Cidade Histórica de Sucotai e Cidades Históricas Associadas          | Cultural  | 574          |
| Tailândia  | Santuário de Fauna de Thungyai Naresuan                              | Natural   | 591          |

## 1992 (16ª Sessão)
20 sítios (16 culturais, 4 naturais)
Sede: Santa Fé,  Estados Unidos
| País           | Sítio                                                                                | Categoria | Dados UNESCO |
| -------------- | ------------------------------------------------------------------------------------ | --------- | ------------ |
| Albânia        | Butroto                                                                              | Cultural  | 570          |
| Alemanha       | Minas de Rammelsberg, Cidade Histórica de Goslar e Reservatório de Água do Oberhartz | Cultural  | 623          |
| Argélia        | Casbá de Argel                                                                       | Cultural  | 565          |
| Austrália      | Ilha Fraser                                                                          | Natural   | 630          |
| Camboja        | Angkor                                                                               | Cultural  | 668          |
| Chéquia        | Centro Histórico de Český Krumlov                                                    | Cultural  | 617          |
| Chéquia        | Centro Histórico de Praga                                                            | Cultural  | 616          |
| Chéquia        | Centro Histórico de Telč                                                             | Cultural  | 621          |
| China          | Região de Interesse Paisagístico e Histórico de Huanglong                            | Natural   | 638          |
| China          | Região de Interesse Paisagístico e Histórico do Vale de Jiuzhaigou                   | Natural   | 637          |
| China          | Região de Interesse Paisagístico e Histórico de Wulingyuan                           | Natural   | 640          |
| Estados Unidos | Pueblo de Taos                                                                       | Cultural  | 492          |
| França         | Catedral de Bourges                                                                  | Cultural  | 635          |
| Grécia         | Pitagorião e Heraião da ilha de Samos                                                | Cultural  | 595          |
| México         | Cidade pré-hispânica de El Tajín                                                     | Cultural  | 631          |
| Polónia        | Cidade Antiga de Zamość                                                              | Cultural  | 564          |
| Rússia         | Conjunto Histórico, Cultural e Natural das Ilhas Solovetski                          | Cultural  | 632          |
| Rússia         | Monumentos históricos da Novogárdia e arredores                                      | Cultural  | 604          |
| Rússia         | Monumentos de Vladimir e de Susdália                                                 | Cultural  | 633          |
| Tailândia      | Sítio Arqueológico de Ban Chiang                                                     | Cultural  | 575          |

## 1993 (17ª Sessão)
33 sítios (29 culturais, 4 naturais)
Sede: Cartagena das Índias,  Colômbia
| País        | Sítio                                                                     | Categoria | Dados UNESCO |
| ----------- | ------------------------------------------------------------------------- | --------- | ------------ |
| Alemanha    | Complexo do Mosteiro de Maulbronn                                         | Cultural  | 546          |
| Alemanha    | Bamberga                                                                  | Cultural  | 624          |
| El Salvador | Sítio arqueológico de Joya de Cerén                                       | Cultural  | 675          |
| Eslováquia  | Cidade Histórica de Banská Štiavnica                                      | Cultural  | 618          |
| Eslováquia  | Levoča, Spišský Hrad e os monumentos culturais associados                 | Cultural  | 620          |
| Eslováquia  | Vlkolínec                                                                 | Cultural  | 622          |
| Espanha     | Conjunto Arqueológico de Mérida                                           | Cultural  | 664          |
| Espanha     | Caminho de Santiago de Compostela                                         | Cultural  | 669          |
| Espanha     | Mosteiro Real de Santa Maria de Guadalupe                                 | Cultural  | 665          |
| Filipinas   | Igrejas Barrocas das Filipinas                                            | Cultural  | 677          |
| Filipinas   | Parque Marinho do Recife de Tubbataha                                     | Natural   | 653          |
| Iêmen       | Centro Histórico de Zabide                                                | Cultural  | 611          |
| Índia       | Túmulo de Humaium                                                         | Cultural  | 232          |
| Índia       | Qutb Minar e seus Monumentos                                              | Cultural  | 233          |
| Irlanda     | Conjunto Arqueológico do Vale do Boyne                                    | Cultural  | 659          |
| Itália      | Sassi di Matera                                                           | Cultural  | 670          |
| Japão       | Monumentos Budistas na Região de Horyu-ji                                 | Cultural  | 660          |
| Japão       | Himeji-jo                                                                 | Cultural  | 661          |
| Japão       | Shirakami-Sanchi                                                          | Natural   | 663          |
| Japão       | Yakushima                                                                 | Natural   | 662          |
| México      | Centro Histórico de Zacatecas                                             | Cultural  | 676          |
| México      | Pinturas Rupestres da Serra de São Francisco                              | Cultural  | 714          |
| México      | Reserva da Biosfera de El Vizcaíno                                        | Natural   | 554          |
| Paraguai    | Missões Jesuítas de La Santísima Trinidad de Paraná e Jesús de Tavarangue | Cultural  | 648          |
| Roménia     | Igrejas da Moldávia                                                       | Cultural  | 598          |
| Roménia     | Mosteiro de Horezu                                                        | Cultural  | 597          |
| Roménia     | Aldeias com igrejas fortificadas da Transilvânia                          | Cultural  | 596          |
| Rússia      | Mosteiro da Trindade-São Sérgio                                           | Cultural  | 657          |
| Suécia      | Birka e Hovgården                                                         | Cultural  | 555          |
| Suécia      | Forjas de Engelsberga                                                     | Cultural  | 556          |
| Uzbequistão | Centro histórico de Bucara                                                | Cultural  | 602          |
| Venezuela   | Coro e seu porto                                                          | Cultural  | 658          |
| Vietname    | Cidade Imperial de Huế                                                    | Cultural  | 678          |

## 1994 (18ª Sessão)
29 sítios (21 culturais, 8 naturais)
Sede: Hanói,  Tailândia
| País       | Sítio                                                                  | Categoria | Dados UNESCO |
| ---------- | ---------------------------------------------------------------------- | --------- | ------------ |
| Alemanha   | Igreja da Colegiada, Castelo e Centro Histórico de Quedlimburgo        | Cultural  | 535          |
| Alemanha   | Siderurgia de Völklingen                                               | Cultural  | 687          |
| Austrália  | Sítios Fossilíferos de Mamíferos da Austrália (Riversleigh/Naracoorte) | Natural   | 698          |
| China      | Conjunto das Edificações Antigas nas Montanhas de Wudang               | Cultural  | 705          |
| China      | Conjunto Histórico do Palácio de Potala em Lassa                       | Cultural  | 707          |
| China      | Residência de Montanha e Templos Vizinhos em Chengde                   | Cultural  | 703          |
| China      | Templo e Cemitério de Confúcio e Mansão da Família Kong em Qufu        | Cultural  | 704          |
| Chéquia    | Igreja de Peregrinação de São João Nepomuceno                          | Cultural  | 690          |
| Colômbia   | Parque Nacional Los Katios                                             | Natural   | 711          |
| Dinamarca  | Túmulos, Pedras Rúnicas e Igreja de Jelling                            | Cultural  | 697          |
| Espanha    | Parque Nacional de Doñana                                              | Natural   | 685          |
| Finlândia  | Igreja Antiga de Petäjävesi                                            | Cultural  | 584          |
| Geórgia    | Mosteiro de Guelati                                                    | Cultural  | 710          |
| Geórgia    | Monumentos históricos de Misqueta                                      | Cultural  | 708          |
| Itália     | Cidade de Vicenza e Villas de Palladio no Véneto                       | Cultural  | 712          |
| Japão      | Monumentos Históricos da Antiga Quioto (Cidades de Quioto, Uji e Otsu) | Cultural  | 688          |
| Lituânia   | Cidade Velha de Vilnius                                                | Cultural  | 541          |
| Luxemburgo | Cidade de Luxembourgo: Bairros Antigos e Fortificações                 | Cultural  | 699          |
| México     | Primeiros mosteiros do século XVI nas encostas do Popocatépetl         | Cultural  | 702          |
| Omã        | Santuário do Órix da Arábia                                            | Natural   | 654          |
| Peru       | Linhas e Geóglifos de Nasca e das Pampas de Jumana                     | Cultural  | 700          |
| Rússia     | Igreja da Ascensão de Kolomenskoye                                     | Cultural  | 634          |
| Suécia     | Gravuras Rupestres de Tanum                                            | Cultural  | 557          |
| Suécia     | Skogskyrkogården                                                       | Cultural  | 558          |
| Turquia    | Cidade de Saframbolu                                                   | Cultural  | 614          |
| Uganda     | Parque Nacional Impenetrável de Bwindi                                 | Natural   | 682          |
| Uganda     | Parque Nacional dos Montes Ruwenzori                                   | Natural   | 684          |
| Venezuela  | Parque Nacional Canaima                                                | Natural   | 701          |
| Vietname   | Baía de Ha Long                                                        | Natural   | 672          |

## 1995 (19ª Sessão)
29 sítios (23 culturais, 6 naturais)
Sede: Berlim,  Alemanha
| País                    | Sítio                                                                                              | Categoria | Dados UNESCO |
| ----------------------- | -------------------------------------------------------------------------------------------------- | --------- | ------------ |
| Alemanha                | Sítio fossilífero de Messel                                                                        | Natural   | 720          |
| Canadá                  | Cidade Antiga de Lunenburg                                                                         | Cultural  | 741          |
| Canadá · Estados Unidos | Parque Internacional da Paz Waterton-Glacier                                                       | Natural   | 354          |
| Chile                   | Parque Nacional Rapa Nui                                                                           | Cultural  | 715          |
| Colômbia                | Centro Histórico de Santa Cruz de Mompox                                                           | Cultural  | 742          |
| Colômbia                | Parque Arqueológico Nacional de Tierradentro                                                       | Cultural  | 743          |
| Colômbia                | Parque Arqueológico de San Agustín                                                                 | 744       |              |
| Coreia do Sul           | Templo de Haeinsa e o Janggyeong Panjeon, Depósito dos blocos de madeira Tripitaka Koreana         | Cultural  | 737          |
| Coreia do Sul           | Santuário de Chongmyo                                                                              | Cultural  | 738          |
| Coreia do Sul           | Gruta de Seokguram e Templo de Bulguksa                                                            | Cultural  | 736          |
| Chéquia                 | Kutná Hora: Centro Histórico com a Igreja de Santa Bárbara e a Catedral de Nossa Senhora em Sedlec | Cultural  | 732          |
| Dinamarca               | Catedral de Roskilde                                                                               | Cultural  | 695          |
| Estados Unidos          | Parque Nacional das Cavernas de Carlsbad                                                           | Natural   | 721          |
| Filipinas               | Arrozais em terraços das Cordilheiras das Filipinas                                                | Cultural  | 722          |
| França                  | Centro Histórico de Avinhão                                                                        | Cultural  | 228          |
| Hungria · Eslováquia    | Grutas Cársicas de Aggtelek e da Eslováquia                                                        | Natural   | 725          |
| Itália                  | Crespi d'Adda                                                                                      | Cultural  | 730          |
| Itália                  | Ferrara, Cidade da Renascença e seu Delta do Pó                                                    | Cultural  | 733          |
| Itália                  | Centro Histórico de Nápoles                                                                        | Cultural  | 726          |
| Itália                  | Centro Histórico de Siena                                                                          | Cultural  | 717          |
| Japão                   | Aldeias Históricas de Shirakawa-go e Gokayama                                                      | Cultural  | 734          |
| Laos                    | Cidade de Luang Prabang                                                                            | Cultural  | 479          |
| Países Baixos           | Schokland e Arredores                                                                              | Cultural  | 739          |
| Portugal                | Paisagem Cultural de Sintra                                                                        | Cultural  | 723          |
| Reino Unido             | Ilhas Gough e Inacessível                                                                          | Natural   | 740          |
| Reino Unido             | Cidade Velha e Cidade Nova de Edimburgo                                                            | Cultural  | 728          |
| Rússia                  | Florestas virgens de Cómi                                                                          | Natural   | 719          |
| Suécia                  | Cidade Hanseática de Visby                                                                         | Cultural  | 731          |
| Uruguai                 | Bairro histórico de Colônia do Sacramento                                                          | Cultural  | 747          |

## 1996 (20ª Sessão)
37 sítios (30 culturais, 5 naturais, 2 mistos)
Sede: Mérida,  México
| País                           | Sítio                                                                    | Categoria | Dados UNESCO |
| ------------------------------ | ------------------------------------------------------------------------ | --------- | ------------ |
| Alemanha                       | Bauhaus e seus sítios em Weimar e Dessau                                 | Cultural  | 729          |
| Alemanha                       | Catedral de Colônia                                                      | Cultural  | 292          |
| Alemanha                       | Memoriais a Lutero em Eisleben e Wittenberg                              | Cultural  | 783          |
| Armênia                        | Mosteiros de Halpate e Sanahin                                           | Cultural  | 777          |
| Áustria                        | Centro Histórico da Cidade de Salzburgo                                  | Cultural  | 784          |
| Áustria                        | Palácio e Jardins de Schönbrunn                                          | Cultural  | 786          |
| Belize                         | Rede de Reservas dos Recifes da Barreira do Belize                       | Natural   | 764          |
| Benim · Burquina Fasso · Níger | Complexo W-Arly-Pendjari                                                 | Natural   | 749          |
| China                          | Parque Nacional de Lushan                                                | Cultural  | 778          |
| China                          | Paisagem do Monte Emei, incluindo a Paisagem do Grande Buda de Leshan    | Misto     | 779          |
| Chéquia                        | Paisagem Cultural de Lednice-Valtice                                     | Cultural  | 763          |
| Espanha                        | Cidade histórica fortificada de Cuenca                                   | Cultural  | 781          |
| Espanha                        | Bolsa da Seda de Valência                                                | Cultural  | 782          |
| Finlândia                      | Fábrica de Madeira e Cartão de Verla                                     | Cultural  | 751          |
| França                         | Canal du Midi                                                            | Cultural  | 770          |
| Geórgia                        | Alta Suanécia                                                            | Cultural  | 709          |
| Grécia                         | Sítio Arqueológico de Vergina                                            | Cultural  | 780          |
| Hungria                        | Abadia Beneditina Milenar de Pannonhalma e seu Ambiente Natural          | Cultural  | 758          |
| Indonésia                      | Sítio dos primeiros homens de Sangiran                                   | Cultural  | 593          |
| Irlanda                        | Skellig Michael                                                          | Cultural  | 757          |
| Itália                         | Castel del Monte                                                         | Cultural  | 398          |
| Itália                         | Monumentos paleocristãos de Ravena                                       | Cultural  | 788          |
| Itália                         | Centro Histórico da Cidade de Pienza                                     | Cultural  | 789          |
| Itália                         | Trulli de Alberobello                                                    | Cultural  | 787          |
| Japão                          | Memorial da Paz de Hiroshima (Cúpula Genbaku)                            | Cultural  | 775          |
| Japão                          | Santuário Xintoísta de Itsukushima                                       | Cultural  | 776          |
| Marrocos                       | Cidade Histórica de Mequinez                                             | Cultural  | 793          |
| Mauritânia                     | Antigos Alcáceres de Uadane, Chingueti, Tichite e Ualata                 | Cultural  | 750          |
| México                         | Zona de Monumentos Históricos de Querétaro                               | Cultural  | 792          |
| México                         | Cidade Pré-Hispânica de Uxmal                                            | Cultural  | 791          |
| Países Baixos                  | Linha de água Holandesa                                                  | Cultural  | 759          |
| Portugal                       | Centro Histórico do Porto, Ponte de D. Luís e Mosteiro da Serra do Pilar | Cultural  | 755          |
| República Democrática do Congo | Reserva de Fauna dos Ocapis                                              | Natural   | 718          |
| Rússia                         | Lago Baical                                                              | Natural   | 754          |
| Rússia                         | Vulcões de Kamtchatka                                                    | Natural   | 765          |
| Suécia                         | Aldeia paroquial de Gammelstad, Luleå                                    | Cultural  | 762          |
| Suécia                         | Área da Lapónia                                                          | Misto     | 774          |

## 1997 (21.ª sessão)
46 sítios (38 culturais, 7 naturais, 1 misto)
Sede: Nápoles,  Itália
| País          | Sítio | Categoria | Dados UNESCO |
| ------------- | --- | --------- | ------------ |
| Austrália     | Ilhas Heard e McDonald                                                                                    | Natural   | 577          |
| Austrália     | Ilha Macquarie                                                                                            | Natural   | 629          |
| Áustria       | Paisagem Cultural de Hallstatt-Dachstein, Salzkammergut                                                   | Cultural  | 806          |
| Bangladesh    | Sundarbans                                                                                                | Natural   | 798          |
| Brasil        | Centro Histórico de São Luís                                                                              | Cultural  | 821          |
| China         | Cidade Antiga de Ping Yao                                                                                 | Cultural  | 812          |
| China         | Jardins Clássicos de Suzhou                                                                               | Cultural  | 813          |
| China         | Cidade Antiga de Lijiang                                                                                  | Cultural  | 811          |
| Coreia do Sul | Complexo de Palácios de Ch'angdokkgung                                                                    | Cultural  | 816          |
| Coreia do Sul | Fortaleza de Hwasong                                                                                      | Cultural  | 817          |
| Costa Rica    | Parque Nacional da Ilha do Coco                                                                           | Natural   | 820          |
| Croácia       | Complexo Episcopal da Basílica Eufrasiana do Centro Histórico de Poreč                                    | Cultural  | 809          |
| Croácia       | Cidade Histórica de Trogir                                                                                | Cultural  | 810          |
| Cuba          | Castelo de San Pedro de la Roca, Santiago de Cuba                                                         | Cultural  | 841          |
| Dominica      | Parque Nacional de Morne Trois Pitons                                                                     | Natural   | 814          |
| Espanha       | Las Médulas                                                                                               | Cultural  | 803          |
| Espanha       | Palácio da Música Catalã e Hospital de São Paulo em Barcelona                                             | Cultural  | 804          |
| Espanha       | Mosteiro de San Millán de la Cogolla                                                                      | Cultural  | 805          |
| Espanha       | Pirinéus – Monte Perdido                                                                                  | Misto     | 773          |
| França        | Pirinéus – Monte Perdido                                                                                  | Misto     | 773          |
| Estónia       | Centro Histórico de Tallinn                                                                               | Cultural  | 822          |
| França        | Cidade Histórica Fortificada de Carcassonne                                                               | Cultural  | 345          |
| Itália        | Palácio Real de Caserta do século XVIII com o parque, o Aqueduto de Vanvitelli e o Conjunto de San Leucio | Cultural  | 549          |
| Itália        | Área Arqueológica de Agrigento                                                                            | Cultural  | 831          |
| Itália        | Áreas Arqueológicas de Pompeia, Herculano e Torre Annunziata                                              | Cultural  | 829          |
| Itália        | Jardim Botânico (Orto Botanico), Pádua                                                                    | Cultural  | 824          |
| Itália        | Catedral de Módena, Torre Civica e Piazza Grande                                                          | Cultural  | 827          |
| Itália        | Costa Amalfitana                                                                                          | Cultural  | 830          |
| Itália        | Portovenere, Cinque Terre e as Ilhas (Palmaria, Tino e Tinetto)                                           | Cultural  | 826          |
| Itália        | Residências da Casa de Saboia                                                                             | Cultural  | 823          |
| Itália        | Su Nuraxi de Barumini                                                                                     | Cultural  | 833          |
| Itália        | Villa Romana del Casale                                                                                   | Cultural  | 832          |
| Letónia       | Centro Histórico de Riga                                                                                  | Cultural  | 852          |
| Marrocos      | Sítio Arqueológico de Volubilis                                                                           | Cultural  | 836          |
| Marrocos      | Almedina de Tetuão                                                                                        | Cultural  | 837          |
| México        | Hospício Cabañas, Guadalajara                                                                             | Cultural  | 815          |
| Nepal         | Lumbini, o local de nascimento de Buda                                                                    | Cultural  | 666          |
| Países Baixos | Rede de Moinhos de Kinderdijk-Elshout                                                                     | Cultural  | 818          |
| Países Baixos | Zona Histórica de Willemstad, Cidade Antiga e Porto, Antilhas Holandesas                                  | Cultural  | 819          |
| Panamá        | Sítio Arqueológico de Panamá Viejo e Distrito Histórico do Panamá                                         | Cultural  | 790          |
| Paquistão     | Forte de Rohtas                                                                                           | Cultural  | 586          |
| Polónia       | Castelo da Ordem Teutônica em Malbork                                                                     | Cultural  | 847          |
| Polónia       | Cidade Medieval de Toruń                                                                                  | Cultural  | 835          |
| Reino Unido   | Greenwich Marítima                                                                                        | Cultural  | 795          |
| Quênia        | Parques Nacionais do Lago Turcana                                                                         | Natural   | 801          |
| Quênia        | Parque Nacional do Monte Quénia                                                                           | Natural   | 800          |
| Tunísia       | Duga / Thugga                                                                                             | Cultural  | 794          |

## 1998 (22.ª sessão)
30 sítios (27 culturais, 3 naturais)
Sede: Quioto,  Japão
| País          | Sítio | Categoria | Dados UNESCO |
| ------------- | --- | --------- | ------------ |
| Alemanha      | Weimar Clássica                                                                                                  | Cultural  | 846          |
| Áustria       | Via Férrea de Semmering                                                                                          | Cultural  | 785          |
| Bélgica       | Beguinarias Flamengas                                                                                            | Cultural  | 855          |
| Bélgica       | Grand-Place de Bruxelas                                                                                          | Cultural  | 857          |
| Bélgica       | Elevadores do Canal do Centro                                                                                    | Cultural  | 856          |
| Bolívia       | Forte de Samaipata                                                                                               | Cultural  | 883          |
| Chéquia       | Jardins e Castelo em Kroměříž                                                                                    | Cultural  | 860          |
| Chéquia       | Vilarejo histórico de Holašovice                                                                                 | Cultural  | 861          |
| China         | Palácio de Verão, um jardim imperial em Beijing                                                                  | Cultural  | 880          |
| China         | Templo do Céu: um altar de sacrifício imperial em Beijing                                                        | Cultural  | 881          |
| Chipre        | Choirokoitia | Cultural  | 848          |
| Espanha       | Arte rupestre da bacia mediterrânica da Península Ibérica                                                        | Cultural  | 874          |
| Espanha       | Universidade e Bairro Histórico de Alcalá de Henares                                                             | Cultural  | 876          |
| Espanha       | Siega Verde | Cultural  | 866          |
| França        | Sítio Histórico de Lyon                                                                                          | Cultural  | 872          |
| França        | Rotas de Santiago de Compostela na França                                                                        | Cultural  | 868          |
| Ilhas Salomão | Rennell Oriental                                                                                                 | Natural   | 854          |
| Itália        | Área Arqueológica e Basílica Patriarcal de Aquiléia                                                              | Cultural  | 825          |
| Itália        | Parque Nacional do Cilento e do Vale de Diano com os Sítios Arqueológicos de Pesto e Eleia e a Cartuxa de Padula | Cultural  | 842          |
| Itália        | Centro Histórico de Urbino                                                                                       | Cultural  | 828          |
| Japão         | Monumentos Históricos da Antiga Nara                                                                             | Cultural  | 870          |
| Líbano        | Ouadi Qadisha (o Vale Sagrado) e a Floresta dos Cedros de Deus (Horsh Arz el-Rab)                                | Cultural  | 850          |
| México        | Zona Arqueológica de Paquimé, Casas Grandes                                                                      | Cultural  | 560          |
| México        | Monumentos Históricos da Zona de Tlacotalpan                                                                     | Cultural  | 862          |
| Nova Zelândia | Ilhas Subantárcticas Neozelandesas                                                                               | Natural   | 877          |
| Países Baixos | Estação de Bombagem a Vapor de D.F. Wouda                                                                        | Cultural  | 867          |
| Portugal      | Sítios de arte rupestre do Vale do Coa                                                                           | Cultural  | 866          |
| Rússia        | Montanhas Douradas do Altai                                                                                      | Natural   | 768          |
| Suécia        | Porto Naval de Karlskrona                                                                                        | Cultural  | 871          |
| Turquia       | Sítio Arqueológico de Troia                                                                                      | Cultural  | 849          |
| Ucrânia       | Lviv: Conjunto do Centro Histórico                                                                               | Cultural  | 865          |

## 1999 (23ª Sessão)
48 sítios (35 culturais, 11 naturais, 2 mistos)
Sede: Marraquexe,  Marrocos
| País                  | Sítio | Categoria | Dados UNESCO |
| --------------------- | --- | --------- | ------------ |
| África do Sul         | Sítios com fósseis de hominídeos de Sterkfontein, Swartkrans, Kromdraai e arredores                       | Cultural  | 915          |
| África do Sul         | Parque da zona húmida de iSimangaliso                                                                     | Natural   | 914          |
| África do Sul         | Ilha Robben                                                                                               | Cultural  | 916          |
| Alemanha              | Ilha dos Museus (Museumsinsel), Berlim                                                                    | Cultural  | 896          |
| Alemanha              | Castelo de Wartburg                                                                                       | Cultural  | 897          |
| Argentina             | Cueva de las Manos, Río Pinturas                                                                          | Cultural  | 936          |
| Argentina             | Península Valdés                                                                                          | Natural   | 937          |
| Áustria               | Centro Histórico da Cidade de Graz                                                                        | Cultural  | 931          |
| Bélgica · França      | Campanários da Bélgica e da França                                                                        | Cultural  | 943          |
| Brasil                | Reservas de Mata Atlântica do Sudeste                                                                     | Natural   | 893          |
| Brasil                | Reservas de Mata Atlântica da Costa do Descobrimento                                                      | Natural   | 892          |
| Brasil                | Centro Histórico de Diamantina                                                                            | Cultural  | 890          |
| Canadá                | Parque Nacional de Miguasha                                                                               | Natural   | 686          |
| China                 | Esculturas Rupestres de Dazu                                                                              | Cultural  | 912          |
| China                 | Monte Wuyi                                                                                                | Misto     | 911          |
| Costa Rica            | Zona de Conservação de Guanacaste                                                                         | Natural   | 928          |
| Cuba                  | Parque Nacional Desembarco del Granma                                                                     | Natural   | 889          |
| Cuba                  | Vale de Viñales                                                                                           | Cultural  | 840          |
| Chéquia               | Castelo de Litomyšl                                                                                       | Cultural  | 901          |
| Equador               | Centro Histórico de Santa Ana de los Ríos de Cuenca                                                       | Cultural  | 863          |
| Espanha               | Ibiza, Biodiversidade e cultura                                                                           | Misto     | 417          |
| Espanha               | San Cristóbal de La Laguna                                                                                | Cultural  | 929          |
| Filipinas             | Cidade Histórica de Vigan                                                                                 | Cultural  | 502          |
| Filipinas             | Parque Nacional do rio subterrâneo de Puerto Princesa                                                     | Natural   | 652          |
| Finlândia             | Sitío Funerário da Idade do Bronze de Sammallahdenmäki                                                    | Cultural  | 579          |
| França                | Jurisdição de Saint-Émilion                                                                               | Cultural  | 932          |
| Grécia                | Sítios Arqueológicos de Micenas e Tirinto                                                                 | Cultural  | 941          |
| Grécia                | Centro Histórico (Chora) com o Mosteiro de São João o Teólogo e a Caverna do Apocalipse na Ilha de Patmos | Cultural  | 942          |
| Hungria               | Parque Nacional de Hortobágy - a Puszta                                                                   | Cultural  | 474          |
| Índia                 | Caminhos de Ferro de Montanha na Índia                                                                    | Cultural  | 944          |
| Indonésia             | Parque Nacional de Lorentz                                                                                | Natural   | 955          |
| Itália                | Vila Adriana (Tivoli)                                                                                     | Cultural  | 907          |
| Japão                 | Santuários e Templos de Nikko                                                                             | Cultural  | 913          |
| México                | Zona de Monumentos Arqueológicos de Xochicalco                                                            | Cultural  | 939          |
| México                | Cidade Histórica Fortificada de Campeche                                                                  | Cultural  | 895          |
| Países Baixos         | Pólder de Beemster                                                                                        | Cultural  | 899          |
| Nigéria               | Paisagem Cultural de Sukur                                                                                | Cultural  | 938          |
| Polónia               | Kalwaria Zebrzydowska: Conjunto Arquitectónico Maneirista e Paisagístico e Parque de Peregrinação         | Cultural  | 905          |
| Portugal              | Laurissilva da Madeira                                                                                    | Natural   | 934          |
| Reino Unido           | Coração Neolítico das Órcades                                                                             | Cultural  | 514          |
| Roménia               | Fortalezas dácias dos montes de Orăștie                                                                   | Cultural  | 906          |
| Roménia               | Centro histórico de Sighișoara                                                                            | Cultural  | 902          |
| Roménia               | Igrejas de madeira de Maramureș                                                                           | Cultural  | 904          |
| Rússia                | Cáucaso Ocidental                                                                                         | Natural   | 900          |
| São Cristóvão e Neves | Parque Nacional da Fortaleza de Brimstone Hill                                                            | Cultural  | 910          |
| Turquemenistão        | Parque Nacional Histórico e Cultural da "Merv Antiga"                                                     | Cultural  | 886          |
| Vietname              | Cidade Antiga de Hoi An                                                                                   | Cultural  | 948          |
| Vietname              | Santuário de Mi-sön                                                                                       | Cultural  | 949          |

## 2000 (24ª Sessão)
61 sítios (50 culturais, 10 naturais, 1 misto)
Sede: Cairns,  Austrália
| País                      | Sítio                                                                           | Categoria | Dados UNESCO |
| ------------------------- | ------------------------------------------------------------------------------- | --------- | ------------ |
| África do Sul · Lesoto    | Parque Maloti-Drakensberg                                                       | Misto     | 985          |
| Alemanha                  | Reino dos Jardins de Dessau-Wörlitz                                             | Cultural  | 534          |
| Alemanha                  | Ilha de Reichenau                                                               | Cultural  | 974          |
| Argentina                 | Parques Naturais de Ischigualasto e Talampaya                                   | Natural   | 966          |
| Argentina                 | Quarteirão Jesuíta e Estâncias de Córdoba                                       | Cultural  | 995          |
| Armênia                   | Valarsapate                                                                     | Cultural  | 1011         |
| Armênia                   | Mosteiro de Guelarde e Vale Superior do Azate                                   | Cultural  | 960          |
| Austrália                 | Região das Montanhas Azuis                                                      | Natural   | 917          |
| Áustria                   | Paisagem Cultural de Wachau                                                     | Cultural  | 970          |
| Azerbaijão                | Cidade Fortificada de Bacu com o Palácio dos xás de Xirvão e a Torre da Donzela | Cultural  | 958          |
| Bielorrússia              | Complexo do Castelo de Mir                                                      | Cultural  | 625          |
| Bélgica                   | Centro Histórico da Cidade de Bruges                                            | Cultural  | 996          |
| Bélgica                   | Principais Construções de Victor Horta                                          | Cultural  | 1005         |
| Bélgica                   | Minas Neolíticas de Spiennes                                                    | Cultural  | 1006         |
| Bélgica                   | Catedral de Nossa Senhora de Tournai                                            | Cultural  | 1009         |
| Bolívia                   | Parque Nacional de Noel Kempff Mercado                                          | Natural   | 967          |
| Bolívia                   | Centro Espiritual e Político da Cultura Tiwanaku                                | Cultural  | 567          |
| Brasil                    | Complexo de Conservação da Amazônia Central                                     | Natural   | 998          |
| Brasil                    | Área de Conservação do Pantanal                                                 | Natural   | 999          |
| Chile                     | Igrejas de Chiloé                                                               | Cultural  | 971          |
| China                     | Cidades históricas do Sul do Anhui - Xidi e Hongcun                             | Cultural  | 1002         |
| China                     | Túmulos Imperiais das Dinastias Ming e Qing                                     | Cultural  | 1004         |
| China                     | Grutas de Longmen                                                               | Cultural  | 1003         |
| China                     | Monte Qingcheng e Sistema de Irrigação de Dujiangyan                            | Cultural  | 1001         |
| Coreia do Sul             | Sítios dos Dólmenes de Gochang, Hwasun, e Ganghwa                               | Cultural  | 977          |
| Coreia do Sul             | Áreas Históricas de Gyeongju                                                    | Cultural  | 976          |
| Croácia                   | Catedral de Šibenik                                                             | Cultural  | 963          |
| Cuba                      | Paisagem Arqueológica das Primeiras Plantações de Café do Sudeste de Cuba       | Cultural  | 1008         |
| Chéquia                   | Coluna da Santíssima Trindade em Olomouc                                        | Cultural  | 859          |
| Dinamarca                 | Castelo de Kronborg                                                             | Cultural  | 696          |
| Eslováquia                | Reserva de Conservação da Cidade de Bardejov                                    | Cultural  | 973          |
| Espanha                   | Conjunto Arqueológico de Tarraco                                                | Cultural  | 875          |
| Espanha                   | Sítio arqueológico de Atapuerca                                                 | Cultural  | 989          |
| Espanha                   | Igrejas Românicas de La Vall de Boí                                             | Cultural  | 988          |
| Espanha                   | Palmeiral de Elche                                                              | Cultural  | 930          |
| Espanha                   | Muralha romana de Lugo                                                          | Cultural  | 987          |
| Finlândia · Suécia        | Costa Alta e Arquipélago de Kvarken                                             | Natural   | 898          |
| França                    | Vale do Loire                                                                   | Cultural  | 933          |
| Hungria                   | Necrópole Paleocristã de Pécs                                                   | Cultural  | 853          |
| Itália                    | Assis, Basílica de São Francisco e outros sítios franciscanos                   | Cultural  | 990          |
| Itália                    | Cidade de Verona                                                                | Cultural  | 797          |
| Itália                    | Ilhas Eólias                                                                    | Natural   | 908          |
| Japão                     | Sítios Gusuku e Propriedades Relacionadas do Reino de Ryukyu                    | Cultural  | 972          |
| Lituânia · Rússia         | Istmo da Curlândia                                                              | Cultural  | 994          |
| Malásia                   | Parque Nacional Gunung Mulu                                                     | Natural   | 1013         |
| Malásia                   | Parque Kinabalu                                                                 | Natural   | 1012         |
| Países Baixos             | Casa Rietveld Schröder                                                          | Cultural  | 965          |
| Nicarágua                 | Ruínas de León Viejo                                                            | Cultural  | 613          |
| Omã                       | Rota do Incenso                                                                 | Cultural  | 1010         |
| Peru                      | Centro Histórico de Arequipa                                                    | Cultural  | 1016         |
| Reino Unido               | Paisagem Industrial de Blaenavon                                                | Cultural  | 984          |
| Reino Unido · ( Bermudas) | Cidade Histórica de Saint George e Fortificações Relacionadas, Bermudas         | Cultural  | 983          |
| Rússia                    | Conjunto do Mosteiro de Ferapontov                                              | Cultural  | 982          |
| Rússia                    | Complexo arquitetônico e histórico do Kremlin de Cazã                           | Cultural  | 980          |
| Senegal                   | Ilha de Saint-Louis                                                             | Cultural  | 956          |
| Suriname                  | Reserva Natural do Suriname Central                                             | Natural   | 1017         |
| Suécia                    | Paisagem Agrícola do Sul da Olândia                                             | Cultural  | 968          |
| Suíça                     | Três Castelos, Muralhas e Defesas do Burgo de Bellinzona                        | Cultural  | 884          |
| Tanzânia                  | Cidade de Pedra de Zanzibar                                                     | Cultural  | 173          |
| Uzbequistão               | Centro histórico de Xacrisabez                                                  | Cultural  | 885          |
| Venezuela                 | Cidade Universitária de Caracas                                                 | Cultural  | 986          |

## 2001 (25ª Sessão)
31 sítios (25 culturais, 6 naturais)
Sede: Helsinque,  Finlândia
| País              | Sítio                                                                                 | Categoria | Dados UNESCO |
| ----------------- | ------------------------------------------------------------------------------------- | --------- | ------------ |
| Alemanha          | Complexo Industrial da Mina de Carvão de Zollverein                                   | Cultural  | 975          |
| Áustria           | Centro Histórico de Viena                                                             | Cultural  | 1033         |
| Áustria · Hungria | Lago de Neusiedl e Parque nacional Fertő-Hanság                                       | Cultural  | 772          |
| Botswana          | Sítio Arqueológico de Tsodilo                                                         | Cultural  | 1021         |
| Brasil            | Ilhas Atlânticas Brasileiras: Reservas de Fernando de Noronha e Atol das Rocas        | Natural   | 1000         |
| Brasil            | Áreas protegidas do Cerrado: Parques Nacionais da Chapada dos Veadeiros e das Emas    | Natural   | 1035         |
| Brasil            | Centro Histórico de Goiás                                                             | Cultural  | 993          |
| China             | Grutas de Yungang                                                                     | Cultural  | 1039         |
| Cuba              | Parque Nacional Alejandro de Humboldt                                                 | Natural   | 839          |
| Chéquia           | Vila Tugendhat em Brno                                                                | Cultural  | 1052         |
| Espanha           | Paisagem cultural de Aranjuez                                                         | Cultural  | 1044         |
| França            | Provins, Vila Franca Medieval                                                         | Cultural  | 873          |
| Israel            | Massada                                                                               | Cultural  | 1040         |
| Israel            | Cidade Antiga de Acre                                                                 | Cultural  | 1042         |
| Itália            | Villa d'Este, Tivoli                                                                  | Cultural  | 1025         |
| Laos              | Vat Phou e Assentamentos Antigos Associados dentro da Paisagem Cultural de Champassak | Cultural  | 481          |
| Madagáscar        | Colina Real de Ambohimanga                                                            | Cultural  | 950          |
| Marrocos          | Almedina de Essaouira                                                                 | Cultural  | 753          |
| Polónia           | Igrejas da Paz em Jawor e Swidnica                                                    | Cultural  | 1054         |
| Portugal          | Região Vinhateira do Alto Douro                                                       | Cultural  | 1046         |
| Portugal          | Centro Histórico de Guimarães                                                         | Cultural  | 1031         |
| Quênia            | Antiga Cidade de Lamu                                                                 | Cultural  | 1055         |
| Reino Unido       | Moinhos do Vale do Derwent                                                            | Cultural  | 1030         |
| Reino Unido       | Costa de Dorset e East Devon                                                          | Natural   | 1029         |
| Reino Unido       | New Lanark                                                                            | Cultural  | 429          |
| Reino Unido       | Saltaire                                                                              | Cultural  | 1028         |
| Rússia            | Sijote-Alín Central                                                                   | Natural   | 766          |
| Suécia            | Área Mineira da Grande Montanha de Cobre em Falun                                     | Cultural  | 1027         |
| Suíça             | Jungfrau-Aletsch-Bietschhorn                                                          | Natural   | 1037         |
| Uganda            | Túmulos dos Reis do Buganda em Cassubi†                                               | Cultural  | 1022         |
| Uzbequistão       | Samarcanda: Cruzamento de Culturas                                                    | Cultural  | 603          |

## 2002 (26ª Sessão)
9 sítios (8 culturais, 1 misto)
Sede: Budapeste,  Hungria
| País        | Sítio                                                   | Categoria | Dados UNESCO |
| ----------- | ------------------------------------------------------- | --------- | ------------ |
| Afeganistão | Minarete e Ruínas Arqueológicas de Jam                  | Cultural  | 211          |
| Egito       | Área de Santa Catarina                                  | Cultural  | 954          |
| Alemanha    | Centro Histórico de Stralsund e Wismar                  | Cultural  | 1067         |
| Alemanha    | Vale do Alto Médio Reno                                 | Cultural  | 1066         |
| Hungria     | Paisagem Histórica da Região Cultural de Tokaj-Hegyalja | Cultural  | 1063         |
| Índia       | Templo Mahabodhi                                        | Cultural  | 1056         |
| Itália      | Val di Noto                                             | Cultural  | 1024         |
| México      | Calakmul                                                | Misto     | 1061         |
| Suriname    | Centro Histórico da Cidade de Paramaribo                | Cultural  | 940          |

## 2003 (27ª Sessão)
24 sítios (19 culturais, 4 naturais)
Sede: Paris,  França
| País              | Sítio                                                        | Categoria | Dados UNESCO |
| ----------------- | ------------------------------------------------------------ | --------- | ------------ |
| Afeganistão       | Paisagem Cultural e Vestígios Arqueológicos do Vale de Bamiã | Cultural  | 208          |
| África do Sul     | Paisagem cultural de Mapungubwe                              | Cultural  | 1099         |
| Argentina         | Quebrada de Humahuaca                                        | Cultural  | 1116         |
| Austrália         | Parque Nacional Purnululu                                    | Natural   | 1094         |
| Cazaquistão       | Mausoléu de Khoja Ahmed Yasawi                               | Cultural  | 1103         |
| Chile             | Bairro Histórico da Cidade Portuária de Valparaíso           | Cultural  | 959          |
| China             | Áreas Protegidas dos Três Rios Paralelos de Iunã             | Natural   | 1083         |
| Chéquia           | Bairro Judeu e Basílica de São Procópio em Třebíc            | Cultural  | 1078         |
| Espanha           | Conjuntos monumentais renascentistas de Úbeda e Baeza        | Cultural  | 522          |
| Gâmbia            | Ilha James e Sítios Associados                               | Cultural  | 761          |
| Índia             | Abrigos na Rocha de Bhimbetka                                | Cultural  | 925          |
| Irão              | Takht-e Sulaiman                                             | Cultural  | 1077         |
| Iraque            | Assur (Qal'at Sherqat)                                       | Cultural  | 1130         |
| Israel            | Cidade Branca de Tel Aviv - o Movimento Moderno              | Cultural  | 1096         |
| Itália            | Sacri Monti do Piemonte e da Lombardia                       | Cultural  | 1068         |
| Itália · Suíça    | Monte San Giorgio                                            | Natural   | 1090         |
| México            | Missões Franciscanas na Sierra Gorda de Querétaro            | Cultural  | 1079         |
| Mongólia · Rússia | Bacia do Uvs Nuur                                            | Natural   | 769          |
| Polónia           | Igrejas de Madeira do Sul da Pequena Polónia                 | Cultural  | 1053         |
| Reino Unido       | Reais Jardins Botânicos de Kew                               | Cultural  | 1084         |
| Rússia            | Cidadela, antiga cidade, e fortalezas de Derbente            | Cultural  | 1070         |
| Sudão             | Colina de Jebel Barcal e Sítios Arqueológicos de Napata      | Cultural  | 1073         |
| Vietname          | Parque Nacional de Phong Nha-Kẻ Bàng                         | Natural   | 951          |
| Zimbabwe          | Colinas de Matobo                                            | Cultural  | 306          |

## 2004 (28ª Sessão)
34 sítios (29 culturais, 5 naturais)
Sede: Suzhou,  China
| País                       | Sítio                                                       | Categoria | Dados UNESCO |
| -------------------------- | ----------------------------------------------------------- | --------- | ------------ |
| África do Sul              | Áreas protegidas da região floral do Cabo                   | Natural   | 1007         |
| Alemanha                   | Vale do Rio Elba em Dresden                                 | Cultural  | 1156         |
| Alemanha                   | Câmara Municipal e Estátua de Rolando no Mercado de Bremen  | Cultural  | 1087         |
| Alemanha · Polónia         | Parque Muskauer-Muzakowski                                  | Cultural  | 1127         |
| Andorra                    | Vale Madriu-Perafita-Claror                                 | Cultural  | 1660b        |
| Austrália                  | Edifício da Exposição Real e Jardins de Carlton             | Cultural  | 1131         |
| China                      | Capitais e Túmulos do Antigo Reino de Koguryo               | Cultural  | 1135         |
| Coreia do Norte            | Complexo de Túmulos Koguryo                                 | Cultural  | 1091         |
| Dinamarca · ( Gronelândia) | Fiorde de gelo de Ilulissat                                 | Natural   | 1149         |
| Islândia                   | Parque Nacional Þingvellir                                  | Cultural  | 1152         |
| Índia                      | Parque Arqueológico de Champaner-Pavagadh                   | Cultural  | 1101         |
| Índia                      | Estação Chhatrapati Shivaji (Antiga Estação Victoria)       | Cultural  | 945          |
| Indonésia                  | Património das florestas tropicais ombrófilas de Sumatra    | Natural   | 1167         |
| Irão                       | Arg-é Bam                                                   | Cultural  | 1208         |
| Irão                       | Pasárgada                                                   | Cultural  | 1106         |
| Itália                     | Necrópoles Etruscas de Cerveteri e Tarquinia                | Cultural  | 1158         |
| Itália                     | Vale de Orcia                                               | Cultural  | 1026         |
| Japão                      | Locais Sagrados e Rotas de Peregrinação nos Montes Kii      | Cultural  | 1142         |
| Jordânia                   | Umer Rasas (Castrom Mefaa)                                  | Cultural  | 1093         |
| Cazaquistão                | Petróglifos da Paisagem Arqueológica de Tamgaly             | Cultural  | 1145         |
| Lituânia                   | Sítio Arqueológico de Kernavė (Reserva Cultural de Kernavė) | Cultural  | 1137         |
| Mali                       | Túmulo de Ásquia                                            | Cultural  | 1139         |
| México                     | Casa-estúdio de Luis Barragán                               | Cultural  | 1136         |
| Mongólia                   | Paisagem Cultural do vale de Orcom                          | Cultural  | 1081         |
| Marrocos                   | Cidadela Portuguesa de Mazagão (El Jadida)                  | Cultural  | 1058         |
| Noruega                    | Vegaøyan - Arquipélago de Vega                              | Cultural  | 1143         |
| Portugal                   | Paisagem da Cultura da Vinha da Ilha do Pico                | Cultural  | 1117         |
| Reino Unido                | Cidade Mercantil Marítima de Liverpool                      | Cultural  | 1150         |
| Rússia                     | Conjunto Monástico de Novodevichy                           | Cultural  | 1097         |
| Rússia                     | Sistema Natural da Reserva da Ilha de Wrangel               | Natural   | 1023         |
| Santa Lúcia                | Área de Gestão Ambiental dos Pitons                         | Natural   | 1161         |
| Sérvia                     | Monumentos Medievais do Kosovo                              | Cultural  | 724          |
| Suécia                     | Estação de Rádio de Varberg                                 | Cultural  | 1134         |
| Togo                       | Koutammakou, País dos Batammariba                           | Cultural  | 1140         |

## 2005 (29ª Sessão)
24 sítios (17 culturais, 7 naturais)
Sede: Durban,  África do Sul
| País | Sítio                                                                           | Categoria | Dados UNESCO |
| --- | ------------------------------------------------------------------------------- | --------- | ------------ |
| África do Sul                                                                                            | Cratera de Vredefort                                                            | Natural   | 1162         |
| Albânia                                                                                                  | Cidade-museu de Gjirokastra                                                     | Cultural  | 569          |
| Barém | Forte do Barém                                                                  | Cultural  | 1192         |
| Bielorrússia                                                                                             | Complexo Arquitectónico, Residencial e Cultural da Família Radziwill em Nesvizh | Cultural  | 1196         |
| Bielorrússia · Estónia · Finlândia · Letónia · Lituânia · Moldávia · Noruega · Rússia · Suécia · Ucrânia | Arco Geodésico de Struve                                                        | Cultural  | 1187         |
| Bélgica                                                                                                  | Complexo Museológico Plantin-Moretus                                            | Cultural  | 1185         |
| Bósnia e Herzegovina                                                                                     | Ponte Velha do Centro Histórico de Mostar                                       | Cultural  | 946          |
| Chile | Fábricas de Nitrato do Chile de Humberstone e Santa Laura                       | Cultural  | 1178         |
| China · ( Macau)                                                                                         | Centro Histórico de Macau                                                       | Cultural  | 1110         |
| Cuba | Centro Histórico Urbano de Cienfuegos                                           | Cultural  | 1202         |
| Egito | Uádi Hitã                                                                       | Natural   | 1186         |
| França                                                                                                   | Le Havre, a Cidade Reconstruída por Auguste Perret                              | Cultural  | 1181         |
| Irão | Soltaniyeh                                                                      | Cultural  | 1188         |
| Israel                                                                                                   | Tells Bíblicas - Megido, Hazor, Berseba                                         | Cultural  | 1108         |
| Israel                                                                                                   | Rota do Incenso - Cidades do Deserto do Negueve                                 | Cultural  | 1107         |
| Itália                                                                                                   | Siracusa e Necrópole Rochosa de Pantalica                                       | Cultural  | 1200         |
| Japão | Península de Shiretoko                                                          | Natural   | 1193         |
| México                                                                                                   | Ilhas e Áreas Protegidas do Golfo da Califórnia                                 | Natural   | 1182         |
| Nigéria                                                                                                  | Bosque Sagrado de Oxum-Oxobô                                                    | Cultural  | 1118         |
| Noruega                                                                                                  | Fiordes do Oeste da Noruega - Geirangerfjord e Nærøyfjord                       | Natural   | 1195         |
| Panamá                                                                                                   | Parque Nacional Coiba e a sua Zona Especial de Proteção Marinha                 | Natural   | 1138         |
| Rússia                                                                                                   | Centro Histórico de Iaroslavl                                                   | Cultural  | 1170         |
| Tailândia                                                                                                | Complexo de Florestas de Dong Phayayen-Khao Yai                                 | Natural   | 590          |
| Turquemenistão                                                                                           | Velha Urguenche                                                                 | Cultural  | 1199         |

## 2006 (30ª Sessão)
18 sítios (16 culturais, 2 naturais)
Sede: Vilnius,  Lituânia
| País             | Sítio                                                          | Categoria | Dados UNESCO |
| ---------------- | -------------------------------------------------------------- | --------- | ------------ |
| Alemanha         | Cidade Antiga de Ratisbona com Stadtamhof                      | Cultural  | 1155         |
| Chile            | Aldeia Mineira de Sewell                                       | Cultural  | 1214         |
| China            | Santuários do Panda-gigante em Sujuão                          | Natural   | 1213         |
| China            | Yin Xu                                                         | Cultural  | 1114         |
| Colômbia         | Santuário de Fauna e Flora de Malpelo                          | Natural   | 1216         |
| Espanha          | Ponte da Biscaia                                               | Cultural  | 1217         |
| Etiópia          | Harar Jugol, a cidade histórico fortificada                    | Cultural  | 1189         |
| Gâmbia · Senegal | Círculos de pedras da Senegâmbia                               | Cultural  | 1226         |
| Irão             | Inscrições de Beistum                                          | Cultural  | 1222         |
| Itália           | Génova: Le Strade Nuove e o sistema dos Palazzi dei Rolli      | Cultural  | 1211         |
| Malawi           | Arte rupestre de Chongoni                                      | Cultural  | 476          |
| Mauritânia       | Aapravasi Ghat                                                 | Cultural  | 1227         |
| México           | Paisagem de Agave e Antigas Instalações Industriais de Tequila | Cultural  | 1209         |
| Omã              | Sistemas de Irrigação Aflaj                                    | Cultural  | 1207         |
| Polónia          | Salão do Centenário em Wrocław                                 | Cultural  | 1165         |
| Reino Unido      | Paisagem Mineira da Cornualha e de Devon Ocidental             | Cultural  | 1215         |
| Síria            | Fortaleza dos Cavaleiros e Fortaleza de Saladino               | Cultural  | 1229         |
| Tanzânia         | Sítio de Arte Rupestre de Kondoa                               | Cultural  | 1183         |

## 2007 (31ª Sessão)
22 sítios (16 culturais, 4 naturais, 2 mistos)
Sede: Christchurch,  Nova Zelândia
| País | Sítio                                                                              | Categoria | Dados UNESCO |
| --- | ---------------------------------------------------------------------------------- | --------- | ------------ |
| Alemanha · Albânia · Austrália · Bélgica · Bósnia e Herzegovina · Bulgária · Croácia · Chéquia · França · Itália · Macedónia do Norte · Polónia · Roménia · Eslováquia · Eslovênia · Espanha · Suíça · Ucrânia | Florestas primárias e antigas de faias dos Cárpatos e de outras regiões da Europa  | Natural   | 1133         |
| África do Sul | Paisagem cultural e botânica de Richtersveld                                       | Cultural  | 1265         |
| Austrália | Ópera de Sydney                                                                    | Cultural  | 166          |
| Azerbaijão | Paisagem Cultural de Arte Rupestre do Gobustão                                     | Cultural  | 1076         |
| Bósnia e Herzegovina | Ponte Mehmed Paxá Sokolović                                                        | Cultural  | 1260         |
| Canadá | Canal Rideau                                                                       | Cultural  | 1221         |
| China | Diaolou e aldeias de Kaiping                                                       | Cultural  | 1112         |
| China | Carste do Sul da China                                                             | Misto     | 1248         |
| Coreia do Sul | Ilha Vulcânica e Tubos de Lava de Jeju                                             | Natural   | 1264         |
| Espanha | Parque Nacional do Teide                                                           | Natural   | 1258         |
| França | Porto da Lua, Bordéus                                                              | Cultural  | 1256         |
| Gabão | Ecossistema e Paisagem Cultural Relíquia de Lopé-Okanda                            | Misto     | 1147         |
| Grécia | Cidade Antiga de Corfu                                                             | Cultural  | 978          |
| Índia | Conjunto do Forte Vermelho                                                         | Cultural  | 231          |
| Iraque | Cidade Arqueológica de Samarra                                                     | Cultural  | 276          |
| Japão | Mina de prata de Iwami Ginzan e sua paisagem cultural                              | Cultural  | 1246         |
| Madagáscar | Floresta Tropical Húmida de Atsinanana                                             | Natural   | 1257         |
| México | Campus Central da Cidade Universitária da Universidade Nacional Autónoma do México | Cultural  | 1250         |
| Namíbia | Twyfelfontein ou /Ui-//aes                                                         | Cultural  | 1255         |
| Sérvia | Gamzigrad-Romuliana, Palácio de Galério                                            | Cultural  | 1253         |
| Suíça | Lavaux, Vinha em Terraço                                                           | Cultural  | 1243         |
| Turquemenistão | Fortalezas Partas de Nisa                                                          | Cultural  | 1242         |

## 2008 (32ª Sessão)
27 sítios (19 culturais, 8 naturais)
Sede: Quebec,  Canadá
| País             | Sítio                                                                        | Categoria | Dados UNESCO |
| ---------------- | ---------------------------------------------------------------------------- | --------- | ------------ |
| Camboja          | Templo de Preah Vihear                                                       | Cultural  | 1224         |
| Canadá           | Falésias de Fósseis de Joggins                                               | Natural   | 1285         |
| China            | Tulou de Fuquiém                                                             | Cultural  | 1113         |
| China            | Parque Nacional do Monte Sanqingshan                                         | Natural   | 1292         |
| Croácia          | Planície de Stari Grad                                                       | Cultural  | 1240         |
| Cuba             | Centro Histórico de Camagüey                                                 | Cultural  | 1270         |
| França           | Fortificações de Vauban                                                      | Cultural  | 1283         |
| França           | Lagoas da Nova Caledónia: Diversidade de Corais e Ecossistema                | Natural   | 1115         |
| Alemanha         | Propriedades residenciais modernistas de Berlim                              | Cultural  | 1239         |
| Islândia         | Surtsey                                                                      | Natural   | 1267         |
| Irão             | Conjuntos Monásticos Arménios no Irão                                        | Cultural  | 1262         |
| Israel           | Edifícios do Centro Mundial Bahá'í em Haifa e Galileia                       | Cultural  | 1220         |
| Itália           | Mântua e Sabbioneta                                                          | Cultural  | 1287         |
| Itália · Suíça   | Ferrovia Rética                                                              | Cultural  | 1276         |
| Cazaquistão      | Saryarka – Estepes e Lagos do Cazaquistão Setentrional                       | Natural   | 1102         |
| Quênia           | Florestas sagradas dos caias dos mijiquendas                                 | Cultural  | 1231         |
| Malásia          | Malaca e George Town, Cidades Históricas no Estreito de Malacca              | Cultural  | 1223         |
| Ilhas Maurícias  | Paisagem Cultural de Le Morne                                                | Cultural  | 1259         |
| México           | Reserva da Biosfera Borboleta-monarca                                        | Natural   | 1290         |
| México           | Cidade Prospectiva de San Miguel e Santuário de Jesús Nazareno de Atotonilco | Cultural  | 1274         |
| Papua-Nova Guiné | Antiga Área Agrícola de Kuk                                                  | Cultural  | 887          |
| San Marino       | Centro Histórico de San Marino e Monte Titano                                | Cultural  | 1245         |
| Arábia Saudita   | Sítio Arqueológico de al-Hijr                                                | Cultural  | 1293         |
| Eslováquia       | Igrejas de madeira na parte eslovaca da zona dos Cárpatos                    | Cultural  | 1273         |
| Suíça            | Alto Lugar Tectónico Suíço Sardona                                           | Natural   | 1179         |
| Vanuatu          | Roi Mata                                                                     | Cultural  | 1280         |
| Iêmen            | Arquipélago de Socotra                                                       | Natural   | 1263         |

## 2009 (33ª Sessão)
13 sítios (11 culturais, 2 naturais)
Sede: Sevilha,  Espanha
| País                                 | Sítio                                            | Categoria | Dados UNESCO |
| ------------------------------------ | ------------------------------------------------ | --------- | ------------ |
| Bélgica                              | Casa Stoclet                                     | Cultural  | 1298         |
| Burquina Fasso                       | Ruínas de Loropéni                               | Cultural  | 1225         |
| Cabo Verde                           | Cidade Velha, Centro Histórico de Ribeira Grande | Cultural  | 1310         |
| China                                | Monte Wutai                                      | Cultural  | 1279         |
| Dinamarca · Alemanha · Países Baixos | Mar de Wadden                                    | Natural   | 1314         |
| Irão                                 | Sistema Hidráulico Histórico de Shushtar         | Cultural  | 1315         |
| Itália                               | Dolomitas                                        | Natural   | 1237         |
| Quirguistão                          | Montanha Sulayman                                | Cultural  | 1230         |
| Peru                                 | Cidade Sagrada de Caral-Supe                     | Cultural  | 1269         |
| Coreia do Sul                        | Túmulos Reais da Dinastia Joseon                 | Cultural  | 1319         |
| Espanha                              | Torre de Hércules                                | Cultural  | 1312         |
| Suíça                                | La Chaux-de-Fonds / Le Locle                     | Cultural  | 1302         |
| Reino Unido                          | Aqueduto e Canal de Pontcysyllte                 | Cultural  | 1303         |

## 2010 (34ª Sessão)
21 sítios (15 culturais, 5 naturais, 1 misto)
Sede: Brasília,  Brasil
| País           | Sítio                                                                                 | Categoria | Dados UNESCO |
| -------------- | ------------------------------------------------------------------------------------- | --------- | ------------ |
| Austrália      | Sítios das Colónias Penais Australianas                                               | Cultural  | 1306         |
| Brasil         | Praça São Francisco na Cidade de São Cristóvão                                        | Cultural  | 1272         |
| China          | Danxia                                                                                | Natural   | 1335         |
| China          | Monumentos Históricos de Dengfeng no 'Centro do Céu e da Terra'                       | Cultural  | 1305         |
| França         | Cidade Episcopal de Albi                                                              | Cultural  | 1337         |
| França         | Pitons, cirques e remparts da Ilha da Reunião                                         | Natural   | 1317         |
| Índia          | Jantar Mantar                                                                         | Cultural  | 1338         |
| Iran           | Conjunto do Khānegāh e do Santuário do Xeque Safi al-Din                              | Cultural  | 1345         |
| Iran           | Bazar de Tabriz                                                                       | Cultural  | 1346         |
| Kiribati       | Ilhas Fénix                                                                           | Natural   | 1325         |
| Ilhas Marshall | Sítio de Testes Nucleares do Atol de Bikini                                           | Cultural  | 1339         |
| México         | Camino Real de Tierra Adentro                                                         | Cultural  | 1351         |
| México         | Cavernas Pré-históricas de Yagul e Mitla no Vale Central de Oaxaca                    | Cultural  | 1352         |
| Países Baixos  | Zona dos Canais Concêntricos do Século XVII no Interior do Singlegracht em Amesterdão | Cultural  | 1349         |
| Rússia         | Planalto Putorana                                                                     | Natural   | 1234         |
| Arábia Saudita | Distrito At-Turaif em ad-Dir'iyah                                                     | Cultural  | 1329         |
| Coreia do Sul  | Vilarejos Históricos da Coreia: Hahoe e Yangdong                                      | Cultural  | 1324         |
| Sri Lanka      | Terras Altas Centrais                                                                 | Natural   | 1203         |
| Tajiquistão    | Sítio Proto-urbano de Sarazm                                                          | Cultural  | 1141         |
| Estados Unidos | Papahānaumokuākea                                                                     | Misto     | 1326         |
| Vietname       | Cidade Imperial de Thang Long                                                         | Cultural  | 1328         |

## 2011 (35ª Sessão)
25 sítios (21 culturais, 3 naturais, 1 misto)
Sede: Paris,  França
| País                                                     | Sítio                                                                                    | Categoria | Dados UNESCO |
| -------------------------------------------------------- | ---------------------------------------------------------------------------------------- | --------- | ------------ |
| Alemanha                                                 | Fábrica Fagus                                                                            | Cultural  | 1368         |
| Austrália                                                | Costa de Ningaloo                                                                        | Natural   | 1369         |
| Áustria · França · Alemanha · Itália · Eslovênia · Suíça | Sítios palafíticos pré-históricos em redor dos Alpes                                     | Cultural  | 1363         |
| Barbados                                                 | Centro Histórico de Bridgetown e a Guarnição Militar                                     | Cultural  | 1376         |
| China                                                    | Paisagem Cultural do Lago do Oeste de Hangzhou                                           | Cultural  | 1334         |
| Colômbia                                                 | Paisagem Cultural do Café da Colômbia                                                    | Cultural  | 1121         |
| Emirados Árabes Unidos                                   | Sítios culturais de Alaine (Hafite, Hili, Bida binte Saúde e os oásis)                   | Cultural  | 1343         |
| Espanha                                                  | Paisagem Cultural da Serra de Tramuntana                                                 | Cultural  | 1371         |
| Etiópia                                                  | Konso                                                                                    | Cultural  | 1333         |
| França                                                   | Causses e Cevenas                                                                        | Cultural  | 1153         |
| Irão                                                     | O Jardim Persa                                                                           | Cultural  | 1372         |
| Itália                                                   | Lombardos na Itália. Locais do poder (568-774)                                           | Cultural  | 1318         |
| Japão                                                    | Hiraizumi – Templos, jardins e sítios arqueológicos representantes da Terra Pura budista | Cultural  | 1277         |
| Japão                                                    | Ilhas Ogasawara                                                                          | Natural   | 1362         |
| Jordânia                                                 | Uádi de Rum                                                                              | Misto     | 1377         |
| Mónaco                                                   | Conjuntos Petroglíficos do Altai Mongol                                                  | Cultural  | 1382         |
| Nicarágua                                                | Catedral de León                                                                         | Cultural  | 1236         |
| Quênia                                                   | Forte Jesus de Mombaça                                                                   | Cultural  | 1295         |
| Quênia                                                   | Sistema de lagos do Quénia no Grande Vale do Rift                                        | Natural   | 1060         |
| Senegal                                                  | Delta do Saloum                                                                          | Cultural  | 1359         |
| Sudão                                                    | Sítios Arqueológicos da Ilha de Meroé                                                    | Cultural  | 1336         |
| Síria                                                    | Aldeias Antigas do Norte da Síria                                                        | Cultural  | 1348         |
| Turquia                                                  | Complexo da Mesquita de Selim em Edirne                                                  | Cultural  | 1366         |
| Ucrânia                                                  | Residência dos Metropolitas da Bucovina e da Dalmácia                                    | Cultural  | 1330         |
| Vietname                                                 | Cidade Imperial de Ho                                                                    | Cultural  | 1358         |

## 2012 (36ª Sessão)
26 sítios (20 culturais, 5 naturais, 1 misto)
Sede: São Petersburgo,  Rússia
| País                | Sítio                                                                                                  | Categoria | Dados UNESCO |
| ------------------- | --- | --------- | ------------ |
| Alemanha            | Ópera Margrave                                                                                         | Cultural  | 1379         |
| Barém               | Indústria perlífera do Barém                                                                           | Cultural  | 1364         |
| Bélgica             | Principais sítios mineiros da Valónia                                                                  | Cultural  | 1344         |
| Brasil              | Rio de Janeiro: Paisagem Carioca entre as Montanhas e o Mar                                            | Cultural  | 1100         |
| Camarões            | Trinacional Sangha                                                                                     | Natural   | 1380         |
| Canadá              | Paisagem de Grand-Pré                                                                                  | Cultural  | 1404         |
| Chade               | Lagos de Ounianga                                                                                      | Natural   | 1400         |
| China               | Sítio Fossilífero de Chengjiang                                                                        | Natural   | 1388         |
| China               | Sítio de Xanadu                                                                                        | Cultural  | 1389         |
| Costa do Marfim     | Cidade Histórica de Grand-Bassam                                                                       | Cultural  | 1322         |
| Eslovênia · Espanha | Património do mercúrio. Almadén e Idrija                                                               | Cultural  | 1313         |
| França              | Bacia mineira de Nord-Pas de Calais                                                                    | Cultural  | 1360         |
| Índia               | Gates Ocidentais                                                                                       | Natural   | 1342         |
| Indonésia           | Paisagem Cultural da Província de Bali: o sistema Subak como manifestação da filosofia Tri Hita Karana | Cultural  | 1194         |
| Irão                | Gonbad-e Qābus                                                                                         | Cultural  | 1398         |
| Irão                | Grande Mesquita de Ispaã                                                                               | Cultural  | 1397         |
| Israel              | Sítios de evolução humana no Monte Carmelo: as grutas de Nahal Me’arot / Wadi el-Mughara               | Cultural  | 1393         |
| Malásia             | Património arqueológico do Vale de Lenggong                                                            | Cultural  | 1396         |
| Marrocos            | Rabat, Capital Moderna e Cidade Histórica, um Património Partilhado                                    | Cultural  | 1401         |
| Palau               | Lagoa Meridional das Ilhas Chelbacheb                                                                  | Mixed     | 1386         |
| Palestina           | Local do nascimento de Jesus: a Igreja da Natividade e a Rota de Peregrinação, Belém                   | Cultural  | 1433         |
| Portugal            | Cidade-Quartel Fronteiriça de Elvas e as suas Fortificações                                            | Cultural  | 1367         |
| Rússia              | Parque Natural dos Pilares do Lena                                                                     | Natural   | 1299         |
| Senegal             | País Bassari: paisagens culturais Bassari, Fula e Bedik                                                | Cultural  | 1407         |
| Suécia              | Fazendas decoradas da Hälsingland                                                                      | Cultural  | 1282         |
| Turquia             | Çatalhüyük                                                                                             | Cultural  | 1405         |

## 2013 (37ª Sessão)
19 sítios (14 culturais, 5 naturais)
Sede: Phnom Penh,  Camboja
| País              | Sítio                                                           | Categoria | Dados UNESCO |
| ----------------- | --------------------------------------------------------------- | --------- | ------------ |
| Alemanha          | Bergpark Wilhelmshöhe                                           | Cultural  | 1413         |
| Canadá            | Estação Baleeria Basca de Red Bay                               | Cultural  | 1412         |
| Catar             | Sítio Arqueológico de Al Zubarah                                | Cultural  | 1402         |
| China             | Paisagem cultural dos arrozais em terraços de Honghe            | Cultural  | 1111         |
| China             | Tian Shan                                                       | Natural   | 1414         |
| Coreia do Norte   | Monumentos e Sítios Históricos de Kaesong                       | Cultural  | 1278         |
| Fiji              | Cidade Histórica Portuária de Levuka                            | Cultural  | 1399         |
| Índia             | Fortes nas Colinas do Rajastão                                  | Cultural  | 247          |
| Irão              | Palácio do Gulistão                                             | Cultural  | 1422         |
| Itália            | Vilas e Jardins dos Médici na Toscana                           | Cultural  | 175          |
| Itália            | Monte Etna                                                      | Natural   | 1427         |
| Japão             | Fujisan, local sagrado e fonte de inspiração artística          | Cultural  | 1418         |
| México            | Reserva da Biosfera El Pinacate e Grande Deserto de Altar       | Natural   | 1410         |
| Namíbia           | Mar de Areia do Namibe                                          | Natural   | 1430         |
| Níger             | Centro Histórico de Agadèz                                      | Cultural  | 1268         |
| Polónia · Ucrânia | Tserkvas de madeira da região dos Cárpatos na Polônia e Ucrânia | Cultural  | 1424         |
| Portugal          | Universidade de Coimbra - Alta e Sofia                          | Cultural  | 1387         |
| Tajiquistão       | Parque Nacional Tajique (Montanhas Pamir)                       | Natural   | 1252         |
| Ucrânia           | Cidade Antiga de Queroneso e sua Chora                          | Cultural  | 1411         |

## 2014 (38ª Sessão)
26 sítios (22 culturais, 3 naturais, 1 misto)
Sede: Doha,  Catar
| País                                                    | Sítio                                                                                                 | Categoria | Dados UNESCO |
| ------------------------------------------------------- | --- | --------- | ------------ |
| Alemanha                                                | Westwerk Carolíngea e Civitas de Corvey                                                               | Cultural  | 1447         |
| Arábia Saudita                                          | Gidá Histórica, porta para Meca                                                                       | Cultural  | 1361         |
| Argentina · Bolívia · Chile · Colômbia · Equador · Peru | Qhapaq Ñan, Caminhos Incas                                                                            | Cultural  | 1459         |
| Botswana                                                | Delta do Cubango                                                                                      | Natural   | 1432         |
| Cazaquistão · China · Quirguistão                       | Rotas da Seda: a rede de rotas do corredor Chang'an–Tianshan                                          | Cultural  | 1442         |
| China                                                   | O Grande Canal                                                                                        | Cultural  | 1443         |
| Coreia do Sul                                           | Namhansanseong                                                                                        | Cultural  | 1439         |
| Costa Rica                                              | Assentamentos pré-colombianos com as esferas de pedra de Diquís                                       | Cultural  | 1453         |
| Dinamarca                                               | Stevns Klint                                                                                          | Natural   | 1416         |
| Estados Unidos                                          | Montículos Monumentais de Poverty Point                                                               | Cultural  | 1435         |
| Filipinas                                               | Santuário da Vida Selvagem do Monte Hamiguitan                                                        | Natural   | 1403         |
| França                                                  | Caverna decorada de Pont d´Arc, conhecida como Caverna de Chauvet, Ardèche                            | Cultural  | 1426         |
| Índia                                                   | Parque Nacional do Grande Himalaia                                                                    | Natural   | 1406         |
| Índia                                                   | Rani ki kav em Patan, Gujarat                                                                         | Cultural  | 922          |
| Irão                                                    | Shahr-e Sūkhté                                                                                        | Cultural  | 1456         |
| Iraque                                                  | Cidadela de Erbil                                                                                     | Cultural  | 1437         |
| Israel                                                  | Cavernas de Maressa e Bet-Guvrin nas Terras Baixas da Judeia como um microcosmo da terra das cavernas | Cultural  | 1370         |
| Itália                                                  | Paisagem vinícola do Piemonte: Langhe-Roero e Monferrato                                              | Cultural  | 1390         |
| Japão                                                   | Fábrica de Seda de Tomioka e locais relacionados                                                      | Cultural  | 1449         |
| Myanmar                                                 | Antigas Cidades Pyu                                                                                   | Cultural  | 1444         |
| Países Baixos                                           | Van Nellefabriek                                                                                      | Cultural  | 1441         |
| Palestina                                               | Palestina: terra das oliveiras e vinhedos - paisagem cultural do Sul de Jerusalém, Battir             | Cultural  | 1492         |
| Rússia                                                  | Complexo Arqueológico e Cultural de Bolgar                                                            | Cultural  | 981          |
| Turquia                                                 | Bursa e Cumalıkızık: o Nascimento do Império Otomano                                                  | Cultural  | 1452         |
| Turquia                                                 | Pérgamo e a sua paisagem de múltiplos estratos                                                        | Cultural  | 1457         |
| Vietname                                                | Complexo de Paisagens Tràng An                                                                        | Misto     | 1438         |

## 2015 (39ª Sessão)
24 sítios (23 culturais, 1 misto)
Sede: Bona,  Alemanha
| País           | Sítio                                                                | Categoria | Dados UNESCO |
| -------------- | -------------------------------------------------------------------- | --------- | ------------ |
| Alemanha       | Speicherstadt, Kontorhausviertel e Chilehaus em Hamburgo             | Cultural  | 1467         |
| Arábia Saudita | Arte rupestre na região de Ha'il na Arábia Saudita                   | Cultural  | 1472         |
| China          | Sítios Tusi                                                          | Cultural  | 1474         |
| Coreia do Sul  | Áreas Históricas de Baekje                                           | Cultural  | 1477         |
| Dinamarca      | Christiansfeld, uma colônia da igreja moraviana                      | Cultural  | 1468         |
| Dinamarca      | Paisagem de caça medieval no norte da Zelândia                       | Cultural  | 1469         |
| Estados Unidos | Parque Histórico Nacional das Missões de San Antonio                 | Cultural  | 1466         |
| França         | Climats das vinhas da Borgonha                                       | Cultural  | 1425         |
| França         | Encostas, casas e caves de Champagne                                 | Cultural  | 1465         |
| Irão           | Paisagem Cultural de Maymand                                         | Cultural  | 1423         |
| Irão           | Susã                                                                 | Cultural  | 1455         |
| Israel         | Necrópole de Bete-Searim                                             | Cultural  | 1471         |
| Itália         | Palermo árabe-normanda e as Catedrais de Cefalù e Monreale           | Cultural  | 1487         |
| Jamaica        | Montanhas Azuis e John Crow                                          | Misto     | 1356         |
| Japão          | Sítios da revolução industrial japonesa do período Meiji             | Cultural  | 1484         |
| Jordânia       | Local de batismo da Betânia do Além Jordão (Al Maghtas)              | Cultural  | 1446         |
| México         | Aqueduto do Padre Tembleque                                          | Cultural  | 1463         |
| Mongólia       | Grande Montanha Burkhan Khaldun e sua paisagem sagrada               | Cultural  | 1440         |
| Noruega        | Complexo Industrial de Rjukan-Notodden, na região de Telemark        | Cultural  | 1486         |
| Reino Unido    | A Ponte do Forth                                                     | Cultural  | 1485         |
| Singapura      | Jardim Botânico de Singapura                                         | Cultural  | 1483         |
| Turquia        | Paisagem cultural das muralhas de Diarbaquir e dos jardins de Hevsel | Cultural  | 1488         |
| Turquia        | Éfeso                                                                | Cultural  | 1018         |
| Uruguai        | Paisagem cultural e industrial de Fray Bentos                        | Cultural  | 1464         |

## 2016 (40ª Sessão)
21 sítios (12 culturais, 6 naturais, 3 mistos)
Sede: Istambul,  Turquia
| País                                                            | Sítio                                                                                              | Categoria | Dados UNESCO |
| --------------------------------------------------------------- | -------------------------------------------------------------------------------------------------- | --------- | ------------ |
| Alemanha · Argentina · Bélgica · França · Índia · Japão · Suíça | A obra arquitetônica de Le Corbusier, uma contribuição excecional para o Movimento Moderno         | Cultural  | 1321         |
| Antígua e Barbuda                                               | Docas Navais de Antigua e locais arqueológicos relacionados                                        | Cultural  | 1499         |
| Bósnia e Herzegovina · Croácia · Montenegro · Sérvia            | Cemitério de tumbas medievais stećci                                                               | Cultural  | 1504         |
| Brasil                                                          | Conjunto Arquitetônico da Pampulha                                                                 | Cultural  | 1493         |
| Canadá                                                          | Mistaken Point                                                                                     | Natural   | 1497         |
| Cazaquistão · Quirguistão · Uzbequistão                         | Tian Shan Ocidental                                                                                | Natural   | 1490         |
| Chade                                                           | Maciço do Ennedi: Paisagem Natural e Cultural                                                      | Misto     | 1475         |
| China                                                           | Hubei Shennongjia                                                                                  | Natural   | 1509         |
| China                                                           | Paisagem Cultural Artística Rupestre de Zuojiang Huashan                                           | Cultural  | 1508         |
| Espanha                                                         | Conjunto Arqueológico dos Dólmens de Antequera                                                     | Cultural  | 1501         |
| Grécia                                                          | Sítio Arqueológico de Filipos                                                                      | Cultural  | 1517         |
| Índia                                                           | Sítio Arqueológico de Nalanda Mahavihara (Universidade Nalanda) em Nalanda, Bihar                  | Cultural  | 1502         |
| Índia                                                           | Parque Nacional de Khangchendzonga                                                                 | Misto     | 1513         |
| Irão                                                            | Deserto de Lute                                                                                    | Natural   | 1505         |
| Irão                                                            | Qanat Persa                                                                                        | Cultural  | 1506         |
| Iraque                                                          | Ahwar do Sul do Iraque: Refúgio de biodiversidade e paisagem arqueológica das cidades mesopotâmias | Misto     | 1481         |
| México                                                          | Arquipélago de Revillagigedo                                                                       | Natural   | 1510         |
| Micronésia                                                      | Nan Madol: Centro cerimonial do Leste da Micronésia                                                | Cultural  | 1503         |
| Reino Unido · ( Gibraltar)                                      | Complexo da caverna de Gorham                                                                      | Cultural  | 1500         |
| Sudão                                                           | Parque Nacional Marinho de Sanganeb e Baía de Dungonab                                             | Natural   | 262          |
| Turquia                                                         | Sítio Arqueológico de Ani                                                                          | Cultural  | 1518         |

## 2017 (41ª Sessão)
21 sítios (18 culturais, 3 naturais)
Sede: Cracóvia,  Polónia
| País                          | Sítio                                                                                     | Categoria | Dados UNESCO |
| ----------------------------- | ----------------------------------------------------------------------------------------- | --------- | ------------ |
| África do Sul                 | Paisagem cultural ǂKhomani                                                                | Cultural  | 1545         |
| Alemanha                      | Grutas e Arte da Idade do Gelo em Swabian Jura                                            | Cultural  | 1527         |
| Angola                        | M'Banza Congo, vestígios da capital do antigo Reino do Congo                              | Cultural  | 1511         |
| Argentina                     | Parque Nacional Los Alerces                                                               | Natural   | 1526         |
| Brasil                        | Cais do Valongo                                                                           | Cultural  | 1548         |
| Camboja                       | Zona de templo de Sambor Prei Kuk, Sítio Arqueológico da Antiga Ishanapura                | Cultural  | 1532         |
| China                         | Gulangyu: um assentamento histórico internacional                                         | Cultural  | 1541         |
| China                         | Qinghai Hoh Xil                                                                           | Natural   | 1540         |
| Croácia · Itália · Montenegro | Obras venezianas de defesa dos séculos XV a XVII: Stato da Terra – Stato da Mar ocidental | Cultural  | 1533         |
| Dinamarca · ( Gronelândia)    | Kujataa, Gronelândia: Cultivo Nórdico e Inuit à beira da calota de gelo                   | Cultural  | 1536         |
| Eritreia                      | Asmara: Uma Cidade Modernista de África                                                   | Cultural  | 1550         |
| França                        | Taputapuātea                                                                              | Cultural  | 1529         |
| Índia                         | Amedabade                                                                                 | Cultural  | 1551         |
| Irão                          | Iazde                                                                                     | Cultural  | 1544         |
| Japão                         | Ilha Sagrada de Okinoshima e locais associados na Região de Munakata                      | Cultural  | 1535         |
| Mónaco · Rússia               | Paisagens de Dauria                                                                       | Natural   | 1448         |
| Palestina                     | Hebrom                                                                                    | Cultural  | 1565         |
| Polónia                       | Mina histórica de prata de Tarnowskie Góry                                                | Cultural  | 1539         |
| Reino Unido                   | Lake District Inglês                                                                      | Cultural  | 422          |
| Rússia                        | Catedral e Mosteiro da Assunção em Sviyazhsk                                              | Cultural  | 1525         |
| Turquia                       | Afrodísias                                                                                | Cultural  | 1519         |

## 2018 (42ª Sessão)
19 sítios (13 culturais, 3 naturais, 3 mistos)
Sede: Manama,  Barém
| País           | Sítio                                                           | Categoria | Dados UNESCO |
| -------------- | --------------------------------------------------------------- | --------- | ------------ |
| África do Sul  | Montanhas Barberton Makhonjwa                                   | Natural   | 1575         |
| Alemanha       | Complexo arqueológico de Hedeby e Danevirke                     | Cultural  | 1553         |
| Alemanha       | Catedral de Naumburg                                            | Cultural  | 1470         |
| Arábia Saudita | Oásis de Alhaça, uma paisagem cultural envolvente               | Cultural  | 1563         |
| Canadá         | Pimachiowin Aki                                                 | Misto     | 1415         |
| China          | Fanjingshan                                                     | Natural   | 1559         |
| Colômbia       | Parque Nacional Chiribiquete                                    | Natural   | 1174         |
| Coreia do Sul  | Sansa, Mosteiros Budistas de montanha na Coreia                 | Cultural  | 1562         |
| Dinamarca      | Aasivissuit, Nipisat: Território de caça Inuit entre gelo e mar | Cultural  | 1557         |
| Espanha        | Cidade califal de Medina Azahara                                | Cultural  | 1560         |
| França         | Chaîne des Puys                                                 | Natural   | 1434         |
| Índia          | Conjuntos de Gótico Vitoriano e Art Deco em Mumbai              | Cultural  | 1480         |
| Irão           | Paisagem Arqueológica Sassânida da Região de Fars               | Cultural  | 1568         |
| Itália         | Ivrea, cidade industrial do século XX                           | Cultural  | 1538         |
| Japão          | Sítios Cristãos Escondidos na Região de Nagasaki                | Cultural  | 1495         |
| México         | Vale Tehuacán-Cuicatlán: habitat originário da Mesoamérica      | Misto     | 1534         |
| Omã            | Cidade antiga de Calaiate                                       | Cultural  | 1537         |
| Quênia         | Sítio Arqueológico Thimlich Ohinga                              | Cultural  | 1450         |
| Turquia        | Göbekli Tepe                                                    | Cultural  | 1572         |

## 2019 (43ª Sessão)
29 sítios (24 culturais, 4 naturais, 1 misto)
Sede: Baku,  Azerbaijão
| País               | Sítio                                                                         | Categoria | Dados UNESCO |
| ------------------ | ----------------------------------------------------------------------------- | --------- | ------------ |
| Austrália          | Paisagem Cultural de Budj Bim                                                 | Cultural  | 1507         |
| Azerbaijão         | Centro Histórico de Sheki com o Palácio do Khan                               | Cultural  | 1549         |
| Barém              | Túmulos de Dilmun                                                             | Cultural  | 1542         |
| Brasil             | Paraty e Ilha Grande - Cultura e Biodiversidade                               | Misto     | 1308         |
| Burquina Fasso     | Antigos Sítios Metalúrgicos de Burkina Faso                                   | Cultural  | 1602         |
| Canadá             | Parque Provincial Writing-on-Stone                                            | Cultural  | 1597         |
| China              | Ruínas Arqueológicas da Cidade de Liangzhu                                    | Cultural  | 1592         |
| China              | Santuários de Aves Migratórias ao Longo da Costa do Mar Amarelo               | Natural   | 1606         |
| Chéquia            | Kladruby nad Labem                                                            | Cultural  | 1589         |
| Chéquia · Alemanha | Região Mineira de Erzgebirge/Krušnohoří                                       | Cultural  | 1478         |
| França             | Terras Austrais e Antárticas Francesas                                        | Natural   | 1603         |
| Alemanha           | Sistema Aquífero de Augsburgo                                                 | Cultural  | 1580         |
| Islândia           | Parque Nacional de Vatnajökull                                                | Natural   | 1604         |
| Índia              | Cidade de Jaipur                                                              | Cultural  | 1605         |
| Itália             | Colinas do Prosecco                                                           | Cultural  | 1571         |
| Indonésia          | Mina de Carvão de Ombilin                                                     | Cultural  | 1610         |
| Irão               | Florestas Hircanianas                                                         | Natural   | 1584         |
| Iraque             | Babilônia                                                                     | Cultural  | 278          |
| Japão              | Daisenryō-Kofun                                                               | Cultural  | 1593         |
| Laos               | Planície de Jars                                                              | Cultural  | 1587         |
| Myanmar            | Bagan                                                                         | Cultural  | 1588         |
| Polónia            | Krzemionki                                                                    | Cultural  | 1599         |
| Portugal           | Real Edifício de Mafra: Palácio, Basílica, Convento, Jardim do Cerco e Tapada | Cultural  | 1573         |
| Portugal           | Santuário do Bom Jesus do Monte                                               | Cultural  | 1590         |
| Rússia             | Igrejas de Pskov                                                              | Cultural  | 1523         |
| Coreia do Sul      | Seowon, Academias Neo-Confucianas da Coreia                                   | Cultural  | 1498         |
| Espanha            | Risco Caído e as Montanhas Sagradas da Gran Canaria                           | Cultural  | 1578         |
| Reino Unido        | Observatório do Parque Jodrell                                                | Cultural  | 1594         |
| Estados Unidos     | A Arquitetura do Século XX de Frank Lloyd Wright                              | Cultural  | 1496         |

## 2021 (44ª Sessão)
A 44ª Sessão estava agendada para o ano de 2020, tendo sido adiada para o ano seguinte por conta da corrente pandemia de COVID-19. 
34 sítios (29 culturais, 5 naturais)
Sede: Fuzhou,  China
| País                                                                   | Sítio                                                                                               | Categoria | Dados UNESCO |
| ---------------------------------------------------------------------- | --------------------------------------------------------------------------------------------------- | --------- | ------------ |
| Alemanha                                                               | Colônia de artistas de Darmstadt                                                                    | Cultural  | 1614         |
| Alemanha                                                               | Sítios SchUM de Espira, Worms e Mogúncia                                                            | Cultural  | 1636         |
| Alemanha · Países Baixos                                               | Fronteiras do Império Romano - Limes da Germânia Inferior                                           | Cultural  | 1631         |
| Arábia Saudita                                                         | Área Cultural de Ḥimā                                                                               | Cultural  | 1619         |
| Áustria · Alemanha · Eslováquia                                        | Fronteiras do Império Romano - Limes danubiano                                                      | Cultural  | 1608         |
| Áustria · Bélgica · França · Alemanha · Itália · Reino Unido · Chéquia | Grandes cidades termais da Europa                                                                   | Cultural  | 1613         |
| Bélgica · Países Baixos                                                | Colônias de Benevolência: Frederiksoord, Wilhelminaoord, Wortel, Veenhuizen                         | Cultural  | 1555         |
| Brasil                                                                 | Sítio Roberto Burle Marx                                                                            | Cultural  | 1620         |
| Chile                                                                  | Assentamentos e mumificação artificial da Cultura Chinchorro em Arica e Parinacota                  | Cultural  | 1634         |
| China                                                                  | Quanzhou: Império mundial da China dos Song e Yuan                                                  | Cultural  | 1561         |
| Coreia do Sul                                                          | Getbol                                                                                              | Natural   | 1591         |
| Costa do Marfim                                                        | Mesquitas em estilo sudanês do norte da Costa do Marfim                                             | Cultural  | 1648         |
| Eslovênia                                                              | Obra de Jože Plečnik em Liubliana - Design urbano centrado no ser humano                            | Culturale | 1643         |
| Espanha                                                                | Paseo del Prado e Bom Retiro, uma paisagem de arte e ciência                                        | Cultural  | 1618         |
| França                                                                 | Farol de Cordouan                                                                                   | Cultural  | 1625         |
| França                                                                 | Nice, cidade de inverno da Riviera                                                                  | Cultural  | 1635         |
| Gabão                                                                  | Parque Nacional de Ivindo                                                                           | Natural   | 1653         |
| Geórgia                                                                | Florestas pluviais e zonas úmidas da Cólquida                                                       | Natural   | 1616         |
| Índia                                                                  | Templo Kakatiya Rudreshwara (Ramappa), Telangana                                                    | Cultural  | 1570         |
| Índia                                                                  | Dolavira: uma cidade harapeana                                                                      | Cultural  | 1645         |
| Irão                                                                   | Ferrovia Trans-Iraniana                                                                             | Cultural  | 1585         |
| Irão                                                                   | Paisagem Cultural de Avroman/Uramanat                                                               | Cultural  | 1647         |
| Itália                                                                 | Série de afrescos do século XIV em Pádua                                                            | Cultural  | 1623         |
| Itália                                                                 | Pórticos de Bolonha                                                                                 | Cultural  | 1650         |
| Japão                                                                  | Ilha de Amami Oshima, Ilha de Tokunoshima, parte setentrional da Ilha de Okinawa e Ilha de Iriomote | Natural   | 1574         |
| Japão                                                                  | Sítios pré-históricos Jomon do Japão Setentrional                                                   | Cultural  | 1632         |
| Jordânia                                                               | al-Salt: Lugar da tolerância e hospitalidade urbana                                                 | Cultural  | 689          |
| Países Baixos                                                          | Linha de defesa dos Países Baixos                                                                   | Cultural  | 759bis       |
| Peru                                                                   | Observatório Solar e Centro Cerimonial de Chankillo                                                 | Cultural  | 1624         |
| Reino Unido                                                            | Paisagem de ardósia do noroeste do País de Gales                                                    | Cultural  | 1633         |
| Roménia                                                                | Roșia Montană                                                                                       | Cultural  | 1552         |
| Rússia                                                                 | Petroglifos do Lago Onega e do Mar Branco                                                           | Cultural  | 1654         |
| Tailândia                                                              | Complexo Florestal de Kaeng Krachan                                                                 | Natural   | 1461         |
| Turquia                                                                | Colina de Arslantepe                                                                                | Cultural  | 1622         |
| Uruguai                                                                | Obra de Eladio Dieste: Igreja de Atlántida                                                          | Cultural  | 1612         |

## 2023 (18ª Sessão extraordinária)
Em sua 18ª Sessão extraordinária, o Comitê do Patrimônio Mundial selecionou três sítios em caráter emergencial à Lista do Patrimônio Mundial e à Lista do Patrimônio Mundial em Perigo.
3 sítios (3 culturais)
Sede: Paris,  França
| País    | Sítio                                    | Categoria | Dados UNESCO |
| ------- | ---------------------------------------- | --------- | ------------ |
| Iêmen   | Marcos do Antigo Reino de Saba em Ma'rib | Cultural  | 1700         |
| Líbano  | Feira Internacional Rashid Karami        | Cultural  | 1702         |
| Ucrânia | Centro Histórico de Odessa               | Cultural  | 1703         |

## 2023 (45ª Sessão)
42 sítios (33 culturais, 9 naturais)
Sede: Riade,  Arábia Saudita
| País                                       | Sítio                                                                                       | Categoria | Dados UNESCO |
| ------------------------------------------ | ------------------------------------------------------------------------------------------- | --------- | ------------ |
| Alemanha                                   | Patrimônio Judaico Medieval de Erfurt                                                       | Cultural  | 1656         |
| Arábia Saudita                             | 'Uruq Bani Ma'arid                                                                          | Natural   | 1699         |
| Argentina                                  | Museu e Sítio de Memória ESMA – Antigo centro de detenção, tortura e extermínio clandestino | Cultural  | 1681         |
| Azerbaijão                                 | Paisagem cultural de Khinalug - Povos e rota de transumância "Köç Yolu"                     | Cultural  | 1696         |
| Bélgica · França                           | Sítios funerários e memoriais da Primeira Guerra Mundial (Frente Ocidental)                 | Cultural  | 1567         |
| Camboja                                    | Koh Ker: Sítio arqueológico da Antiga Lingapura ou Chok Gargyar                             | Cultural  | 1667         |
| Canadá                                     | Anticosti                                                                                   | Natural   | 1686         |
| Canadá                                     | Tr'ondëk-Klondike                                                                           | Cultural  | 1564         |
| Cazaquistão · Turquemenistão · Uzbequistão | Desertos invernais frios de Turan                                                           | Natural   | 1693         |
| Chéquia                                    | Žatec e a paisagem cultural do Saaz Hops                                                    | Cultural  | 1558         |
| China                                      | Paisagem cultural das antigas florestas de chá da Montanha Jingmai em Pu'er                 | Cultural  | 1665         |
| Congo                                      | Maciço florestal de Odzala-Kokoua                                                           | Natural   | 692          |
| Coreia do Sul                              | Túmulos Gaya                                                                                | Cultural  | 1666         |
| Dinamarca                                  | Fortificações viquingues em anel                                                            | Cultural  | 1660         |
| Estados Unidos                             | Obras de terra cerimoniais dos Hopewell                                                     | Cultural  | 1689         |
| Espanha                                    | Sítios pré-históricos da Menorca Talayótica                                                 | Cultural  | 1528         |
| Etiópia                                    | Parque Nacional das Montanhas Bale                                                          | Natural   | 111          |
| Etiópia                                    | Paisagem cultural da Zona Gedeo                                                             | Cultural  | 1641         |
| França                                     | Maison Carrée, Nîmes                                                                        | Cultural  | 1569         |
| França                                     | Vulcões e florestas do Monte Pelée e as Pitons du Carbet                                    | Natural   | 1657         |
| Grécia                                     | Paisagem cultural de Zagori                                                                 | Cultural  | 1695         |
| Guatemala                                  | Parque Arqueológico Nacional de Tak'alik Ab'aj                                              | Cultural  | 1663         |
| Índia                                      | Locais Sagrados dos Hoysalas                                                                | Cultural  | 1670         |
| Índia                                      | Santiniketan                                                                                | Cultural  | 1375         |
| Indonésia                                  | Eixo Cosmológico de Joguejacarta e seus Pontos Turísticos Históricos                        | Cultural  | 1671         |
| Irão                                       | Caravançarais Persas                                                                        | Cultural  | 1668         |
| Itália                                     | Carste evaporítico e cavernas do Norte dos Apeninos                                         | Natural   | 1692         |
| Letónia                                    | Cidade Antiga de Kuldīga                                                                    | Cultural  | 1658         |
| Lituânia                                   | Caunas Modernista: Arquitetura do otimismo, 1919-1939                                       | Cultural  | 1661         |
| Mongólia                                   | Monumentos de Pedras-de-veado e sítios Neolíticos relacionados                              | Cultural  | 1621         |
| Países Baixos                              | Planetário Real Eise Eisinga em Franeker                                                    | Cultural  | 1683         |
| Palestina                                  | Jericó Antiga/Tell es-Sultan                                                                | Cultural  | 1687         |
| Rússia                                     | Observatórios astronômicos da Universidade Estatal de Cazã                                  | Cultural  | 1678         |
| Ruanda                                     | Sítios memoriais do Genocídio: Nyamata, Murambi, Gisozi e Bisesero                          | Cultural  | 1586         |
| Ruanda                                     | Parque Nacional Nyungwe                                                                     | Natural   | 1697         |
| Suriname                                   | Sítio arqueológico de Jodensavanne: Colônia de Jodensavanne e cemitério de Cassipora Kreek  | Cultural  | 1680         |
| Tajiquistão                                | Florestas de tugais da Reserva Natural Tigrovaya Balka                                      | Natural   | 1685         |
| Tajiquistão · Turquemenistão · Uzbequistão | Rota da Seda: Corredor Zarafshan-Karakum                                                    | Cultural  | 1675         |
| Tailândia                                  | Cidade Antiga de Si Thep e seus Monumentos Dvaravati associados                             | Cultural  | 1662         |
| Tunísia                                    | Djerba: Testemunho de uma colônia padrão em um território insular                           | Cultural  | 1640         |
| Turquia                                    | Górdio                                                                                      | Cultural  | 1669         |
| Turquia                                    | Hipostilos de madeira de mesquitas medievais da Anatólia                                    | Cultural  | 1694         |

## 2024 (46ª Sessão)
24 (19 culturais, 4 naturais, 1 misto)
Sede: Nova Déli,  Índia
| País                 | Sítio                                                                                            | Categoria | Dados UNESCO |
| -------------------- | ------------------------------------------------------------------------------------------------ | --------- | ------------ |
| África do Sul        | Direitos humanos, libertação e reconciliação: Sítios do legado de Nelson Mandela                 | Cultural  | 1676         |
| África do Sul        | A emergência do comportamento humano moderno: Sítios da ocupação do Pleistoceno na África do Sul | Cultural  | 1723         |
| Alemanha             | Complexo Residencial de Schwerin                                                                 | Cultural  | 1656         |
| Arábia Saudita       | Paisagem Cultural da Área Arqueológica de al-Faw                                                 | Cultural  | 1712         |
| Bósnia e Herzegovina | Caverna Vjetrenica em Ravno                                                                      | Natural   | 1673         |
| Brasil               | Parque Nacional dos Lençóis Maranhenses                                                          | Natural   | 1611         |
| Burquina Fasso       | Corte real de Tiébélé                                                                            | Cultural  | 1713         |
| China                | Deserto de Badain Jaran: Torres de areia e lagos                                                 | Natural   | 1638         |
| China                | Eixo Central de Pequim: um conjunto de edifícios que representa a ordem ideal da capital chinesa | Cultural  | 1714         |
| Etiópia              | Melka Kunture e Balchit: Sítios arqueológicos e paleontológicos nas Altas Planícies da Etiópia   | Cultural  | 13           |
| França               | Te Henua Enata – As Ilhas Marquesas                                                              | Misto     | 1707         |
| Índia                | Moidams: o sistema de túmulos funerários da Dinastia Ahom                                        | Cultural  | 1711         |
| Irão                 | Ecbátana                                                                                         | Cultural  | 1716         |
| Itália               | Via Ápia (Regina Viarum)                                                                         | Cultural  | 1708         |
| Japão                | Minas de ouro da Ilha de Sado                                                                    | Cultural  | 1698         |
| Jordânia             | Umm el-Jimal                                                                                     | Cultural  | 1721         |
| Malásia              | Patrimônio arqueológico do complexo de cavernas do Parque Nacional de Niah                       | Cultural  | 1014         |
| Palestina            | Monastério de Santo Hilarião / Tell Umm el-'Amr                                                  | Cultural  | 1749         |
| Quênia               | Cidade Histórica e Sítio Arqueológico de Gedi                                                    | Cultural  | 1720         |
| Roménia              | Fronteiras do Império Romano – Dácia                                                             | Cultural  | 1718         |
| Roménia              | Conjunto Monumental Brâncuși de Târgu Jiu                                                        | Cultural  | 1473         |
| Reino Unido          | Flow Country                                                                                     | Natural   | 1722         |
| Rússia               | Paisagem cultural do Lago Kenozero                                                               | Cultural  | 1688         |
| Tailândia            | Phu Phrabat, um testemunho da tradição das pedras Sīma no período Dvaravati                      | Cultural  | 1507         |